# Laniscat
Laniscat [laniskat] est une ancienne commune française située dans le département des Côtes-d'Armor en région Bretagne. Elle est désormais le siège de la nouvelle commune de Bon Repos sur Blavet.

## Géographie

### Situation

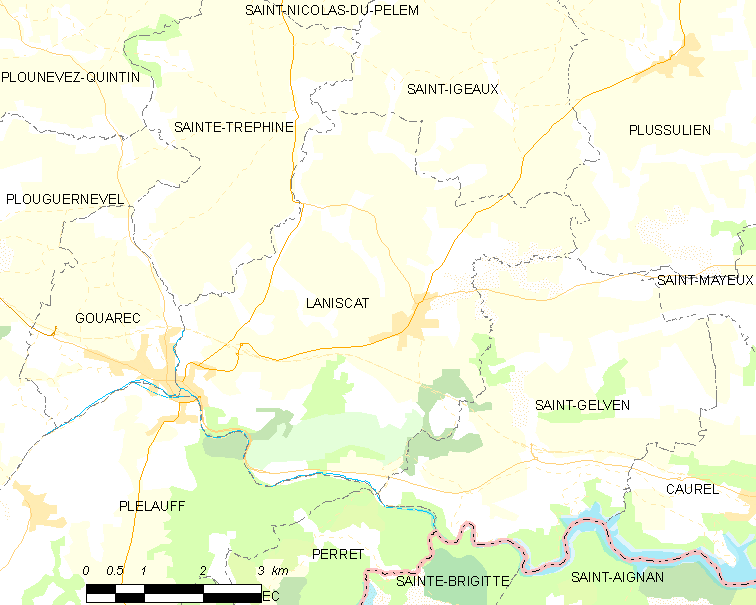
Carte de l'ancienne commune de Laniscat et des communes avoisinantes.

L'ancienne commune de Laniscat est située historiquement en Haute Cornouaille (elle faisait partie de l'évêché de Cornouaille) ; paroisse de la Bretagne historique, elle se situe dans le département des Côtes-d'Armor, dans l'arrondissement de Guingamp, canton de Gouarec. Depuis le 1er janvier 2017, elle a fusionné avec Saint-Gelven et Perret, dans la commune nouvelle de Bon-Repos-sur-Blavet, qui fait partie désormais du noiveau canton de Rostrenen.
La commune fait partie du territoire breton traditionnel du pays Fañch.

### Relief et hydrographie
La majeure partie du finage de cette ancienne commune forme un plateau situé aux alentours de 200 mètres d'altitude (le point le plus haut est à 255 mètres dans la partie sud du territoire communal, à l'ouest du site mégalithique des Landes du Liscuis et à 250 mètres plus à l'est, près de Lann Falc'h), mais ce plateau atteint aussi 221 mètres d'altitude à sa limite nord avec Saint-Igeaux ; le bourg est aux alentours de 200 mètres d'altitude.
D'importantes falaises ayant un dénivelé allant jusqu'à une centaine de mètres, regardant vers le sud ou le sud-est, correspondent au versant de rive gauche du Blavet, depuis le sud du village de Rosquelfen jusqu'au nord du hameau de Liscuis (Rochers du Bonnet Rouge, falaises de Coat Liscuit) et se prolongent côté sud-est par les gorges du Daoulas (le Daoulas est un affluent de rive gauche du Blavet qui conflue avec ce dernier à proximité de l'abbaye Notre-Dame de Bon-Repos et formait la limite orientale de l'ancienne commune avec Saint-Gelven). Un petit affluent du Blavet, le ruisseau de Liscuis, échancre cette falaise au sud-est de Lann Rosquelfen.
Le Blavet, aménagé en canal de Nantes à Brest, forme la limite sud de cette ancienne commune avec l'ancienne commune de Perret ; il coule à 134 mètres d'altitude à son entrée sur le territoire communal, près de Gouarec et en sort à 131 mètres d'altitude près de l'abbaye de Bon-Repos. Un autre affluent de rive gauche du Blavet, mais qui conflue avec ce fleuve côtier en amont du bourg de Gouarec, le Sulon, forme la limite ouest avec Sainte-Tréphine de cette ancienne commune.

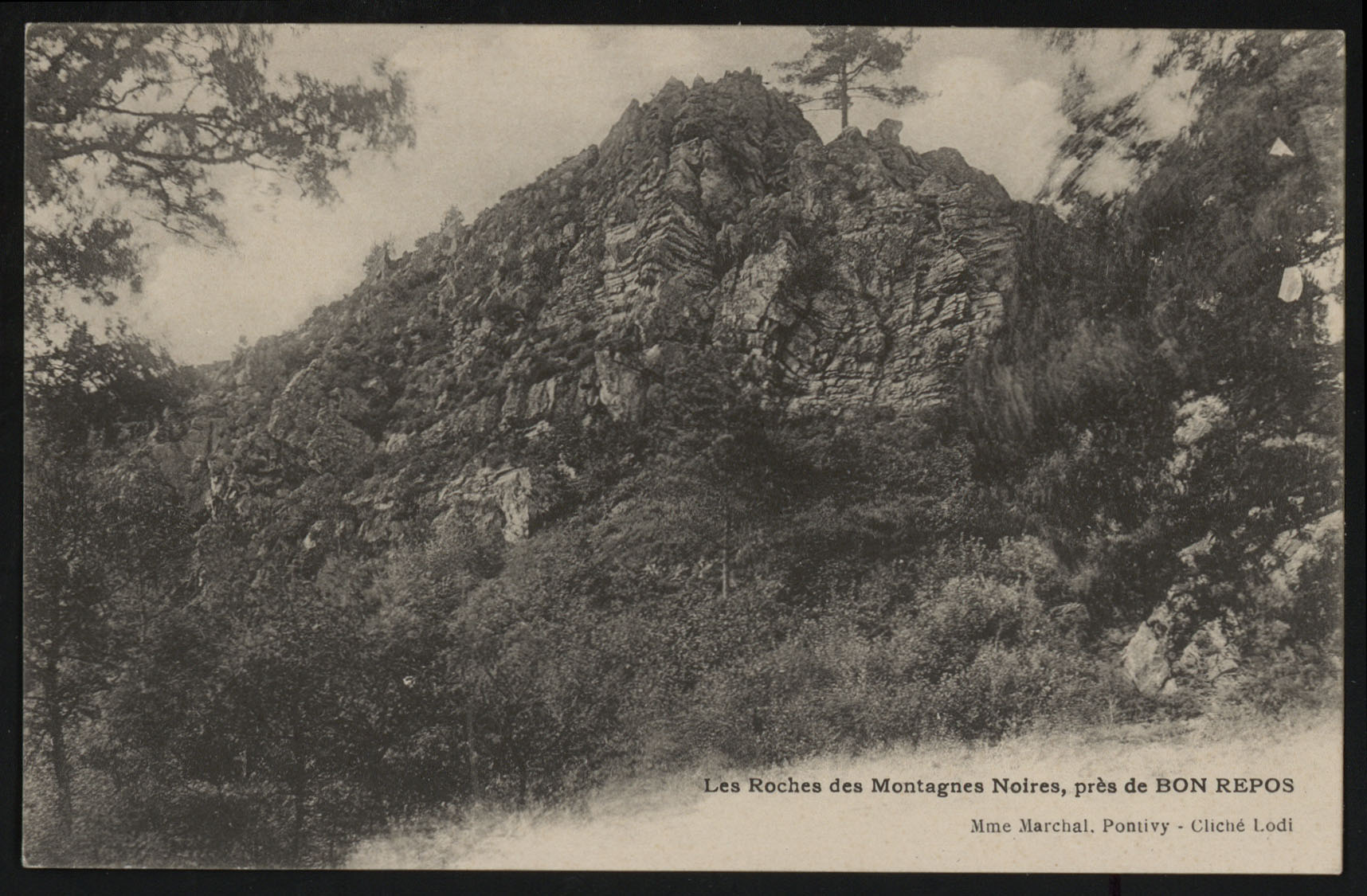
Les falaises des Montagnes Noires en Laniscat (carte postale, vers 1905).
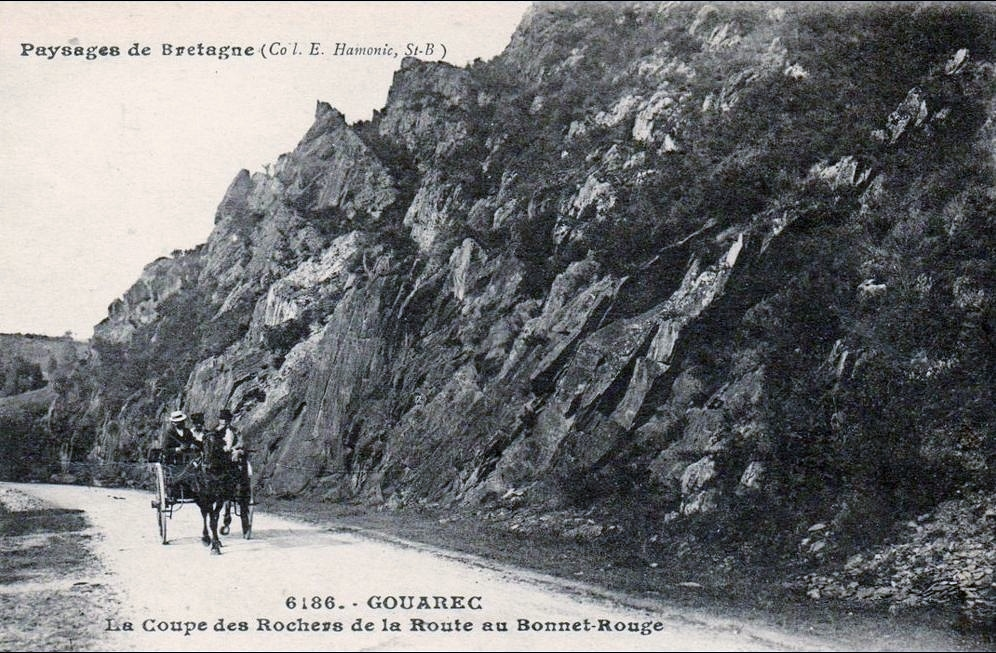
Les falaises du Rocher Rouge en Laniscat (juste à l'est de Gouarec) et la route nationale 164bis vers 1925 (carte postale Émile Hamonic).

Le Daoulas traverse le territoire communal, formant les gorges du Daoulas.

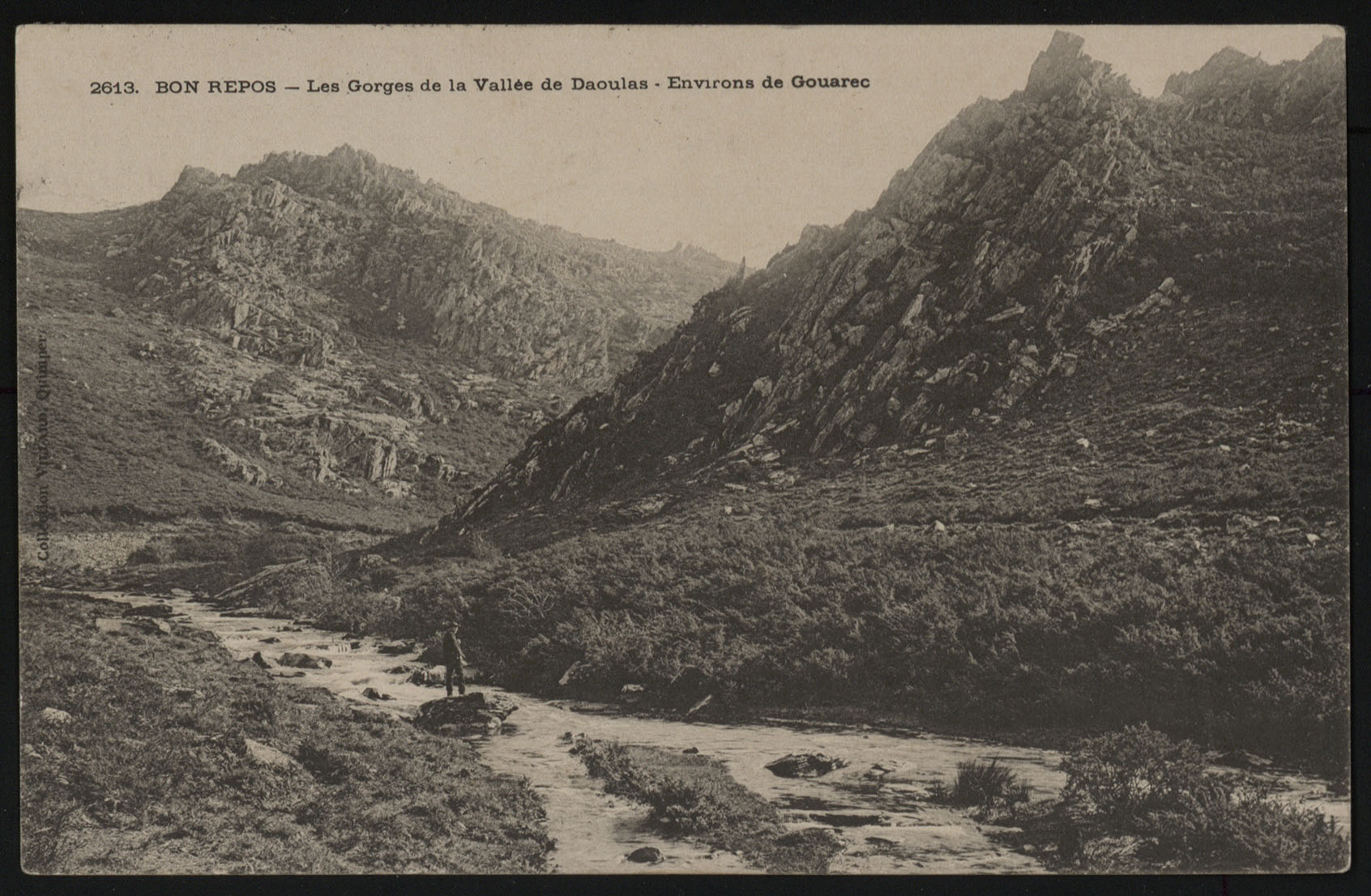
Les gorges du Daoulas (carte postale Villard, vers 1905).
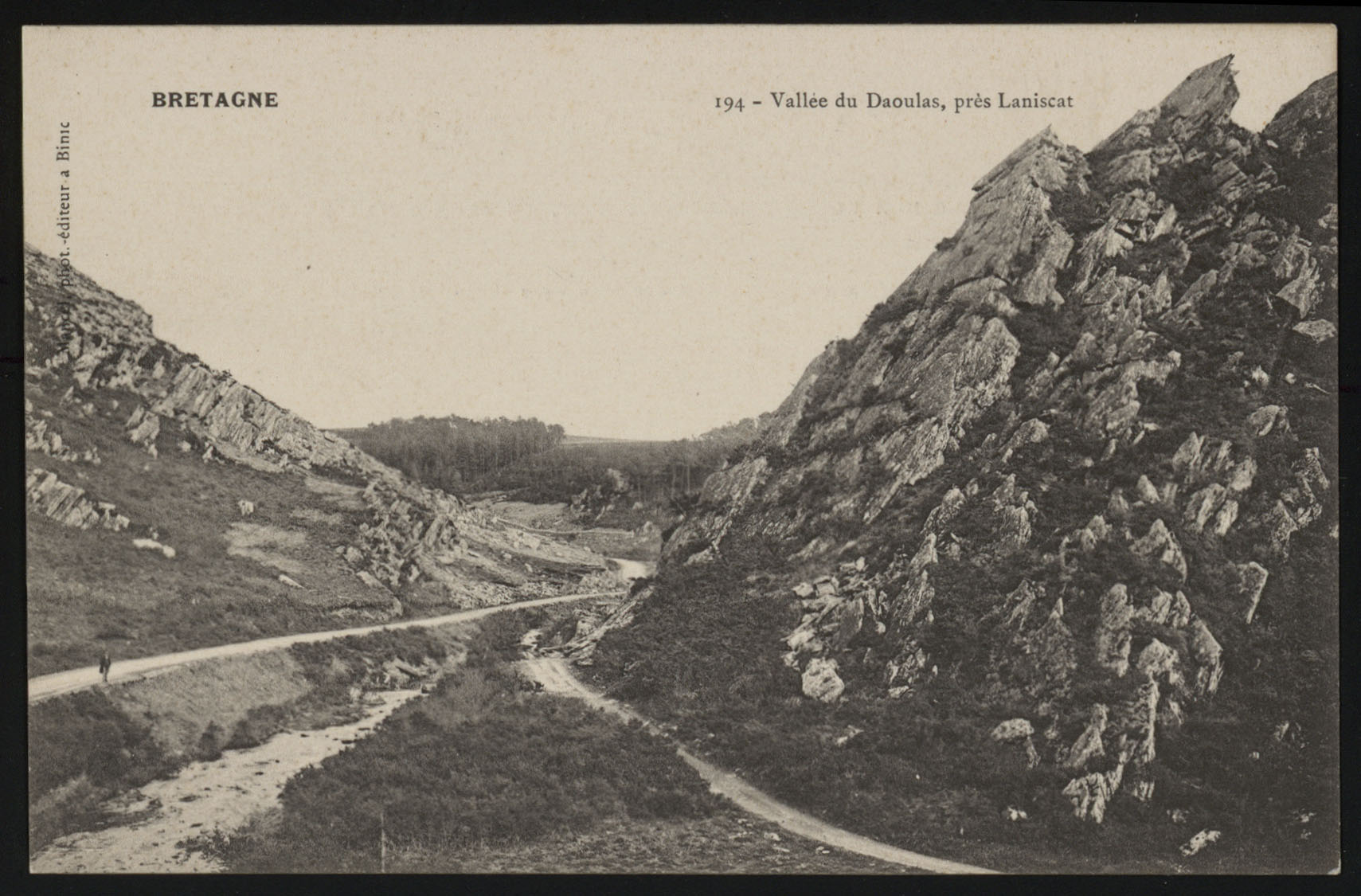
Les gorges du Daoulas (carte postale Mancel, vers 1905).
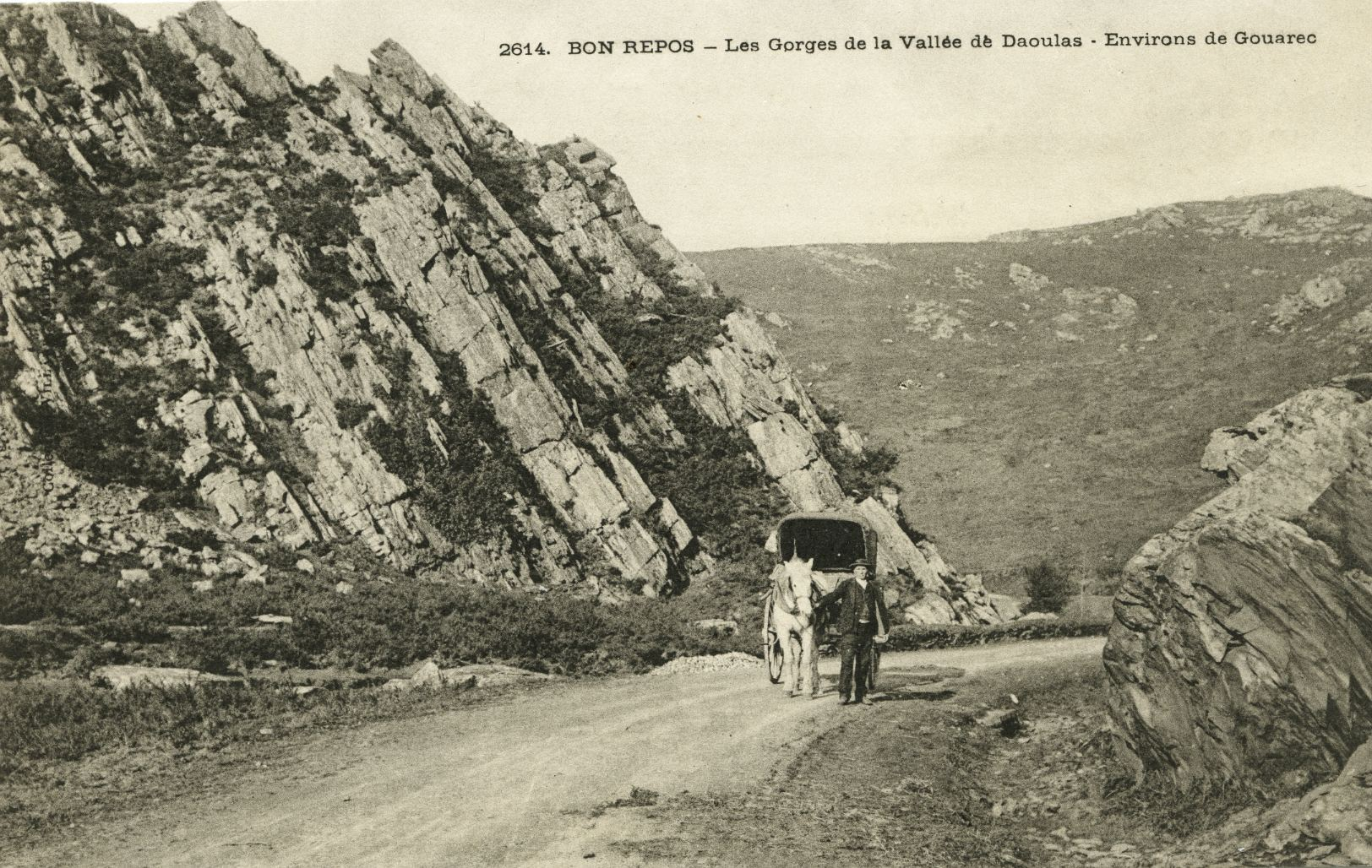
Les gorges du Daoulas (carte postale Villard, vers 1905).

### Géologie
Des graptolites ont été trouvés dans des schistes noirs micacés ou ardoisiers datant du Gothlandien au sud du château de Liscuis en Laniscat et dans la vallée du Daoulas en Saint-Gelven.
De la limonite, disséminée en rognons dans des terrains datant du Silurien a été exploitée par le passé dans une bande de 200 mètres d'épaisseur passant de l'ouest vers l'est par Kerauter, Kerdaniel (en Plélauff), Rosquelfen (en Laniscat), Saint-Gelven, Bézénan et Bois-des-Houx [Bodenhours] (en Caurel pour les deux derniers lieux-dits cités).

### Paysages et habitat
Les Landes du Liscuis, accessibles par un sentier (le GR 341) à partir de la RD 44, sont un vaste espace naturel formé de crêtes schisteuses, avec des parois saillantes émergeant des bruyères, des ajoncs et des genêts, où la faune est très présente et la flore abondante ; elles offrent un impressionnant panorama sur la vallée des gorges du Daoulas.

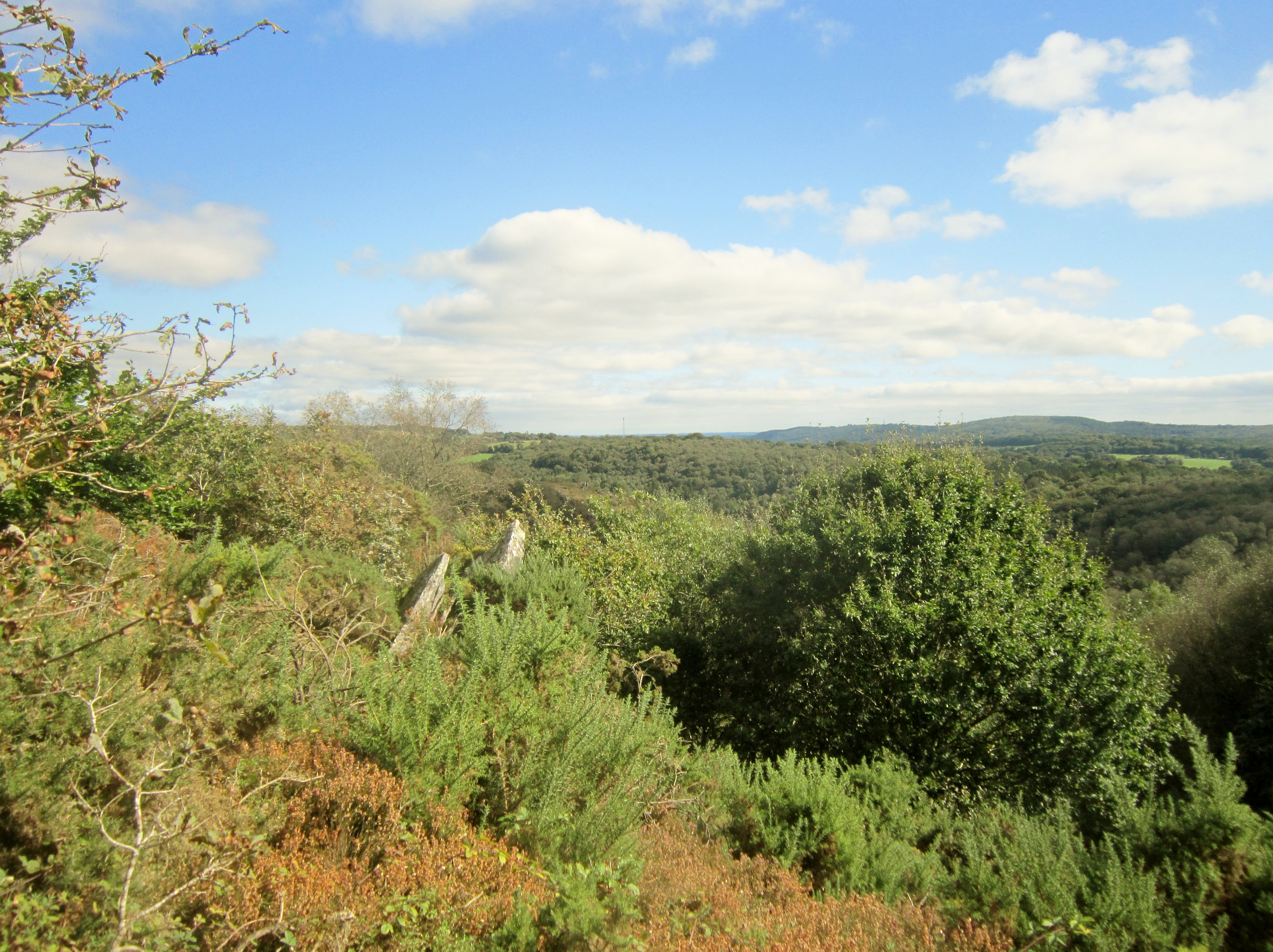
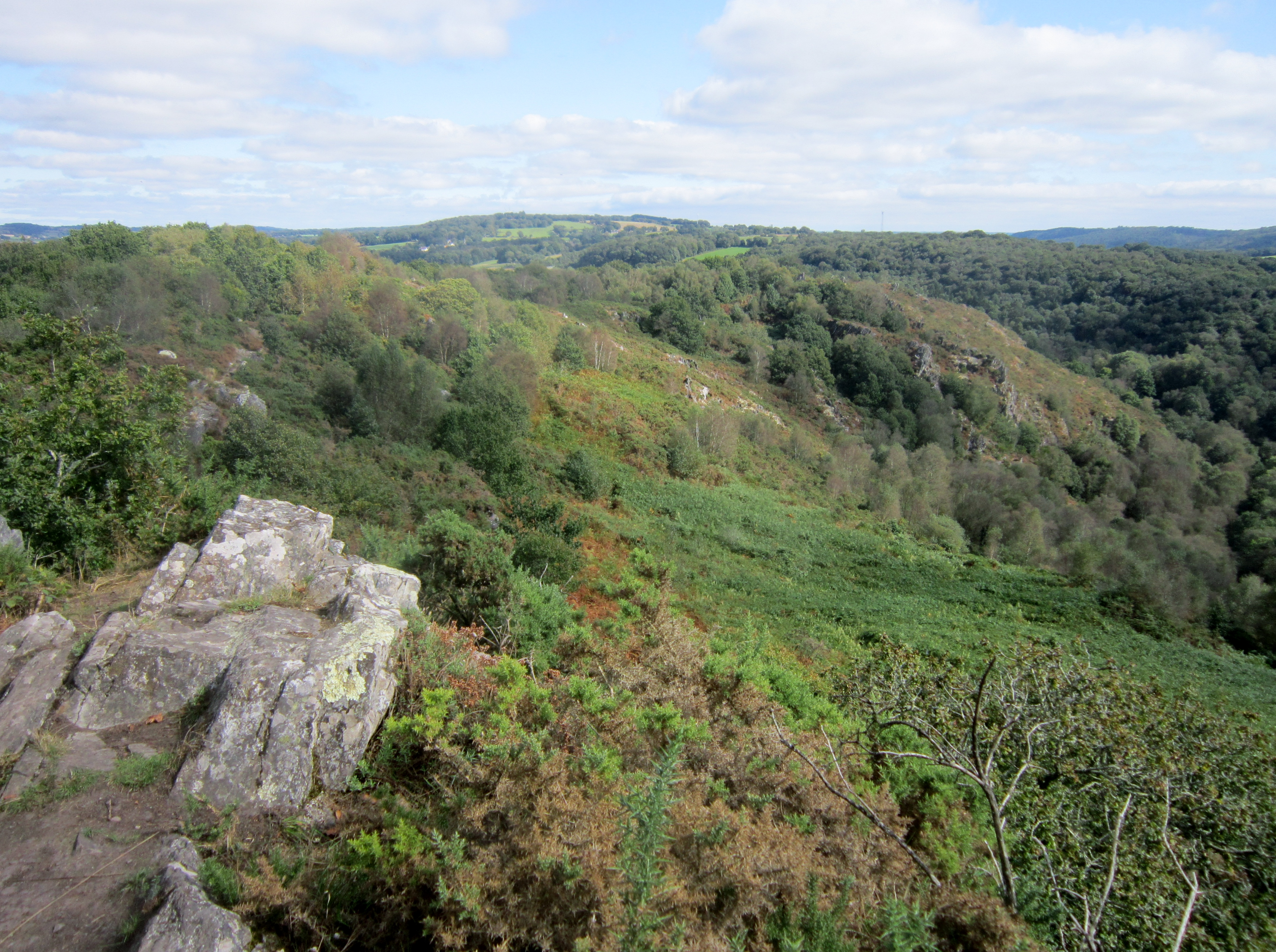
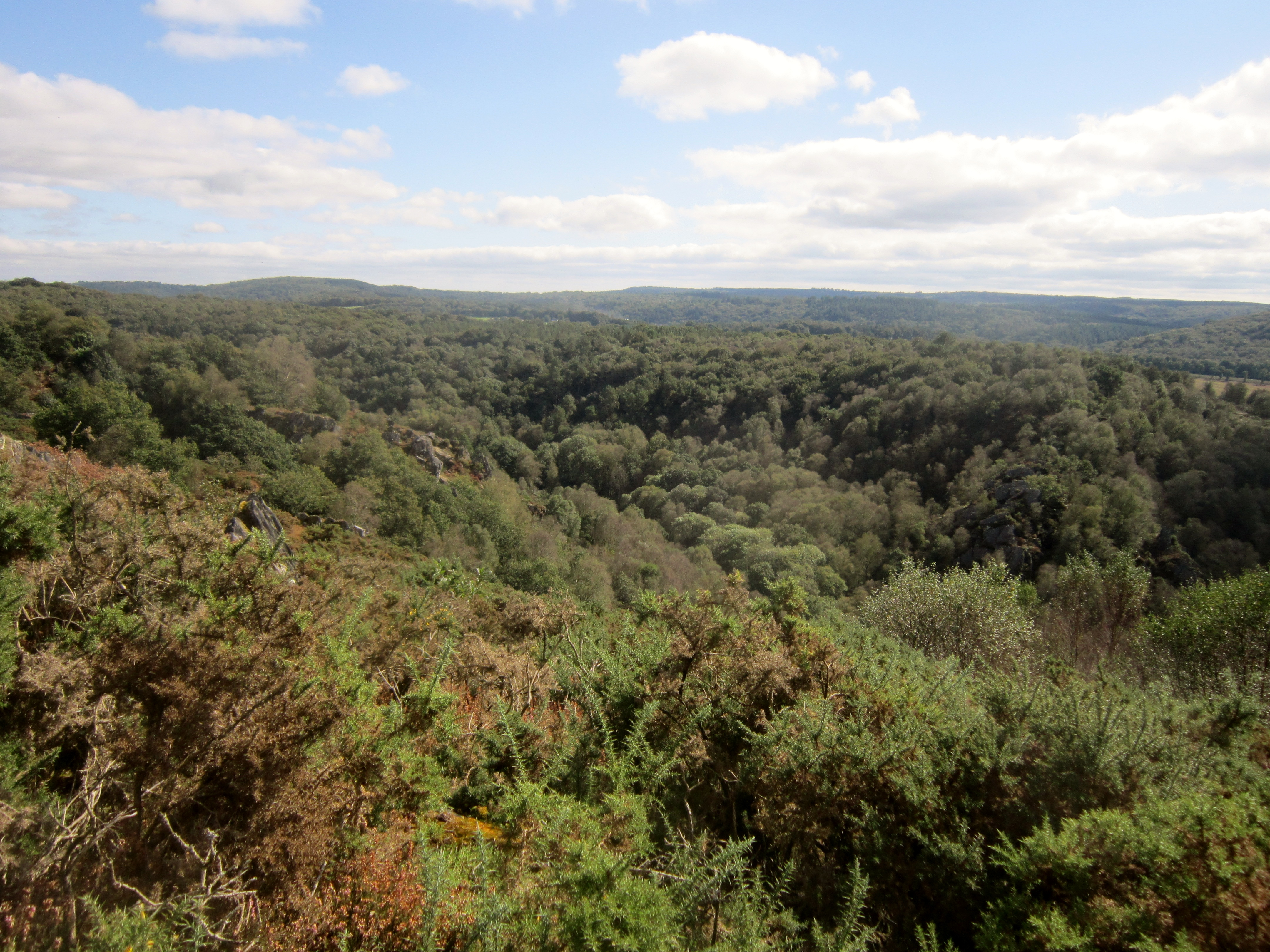
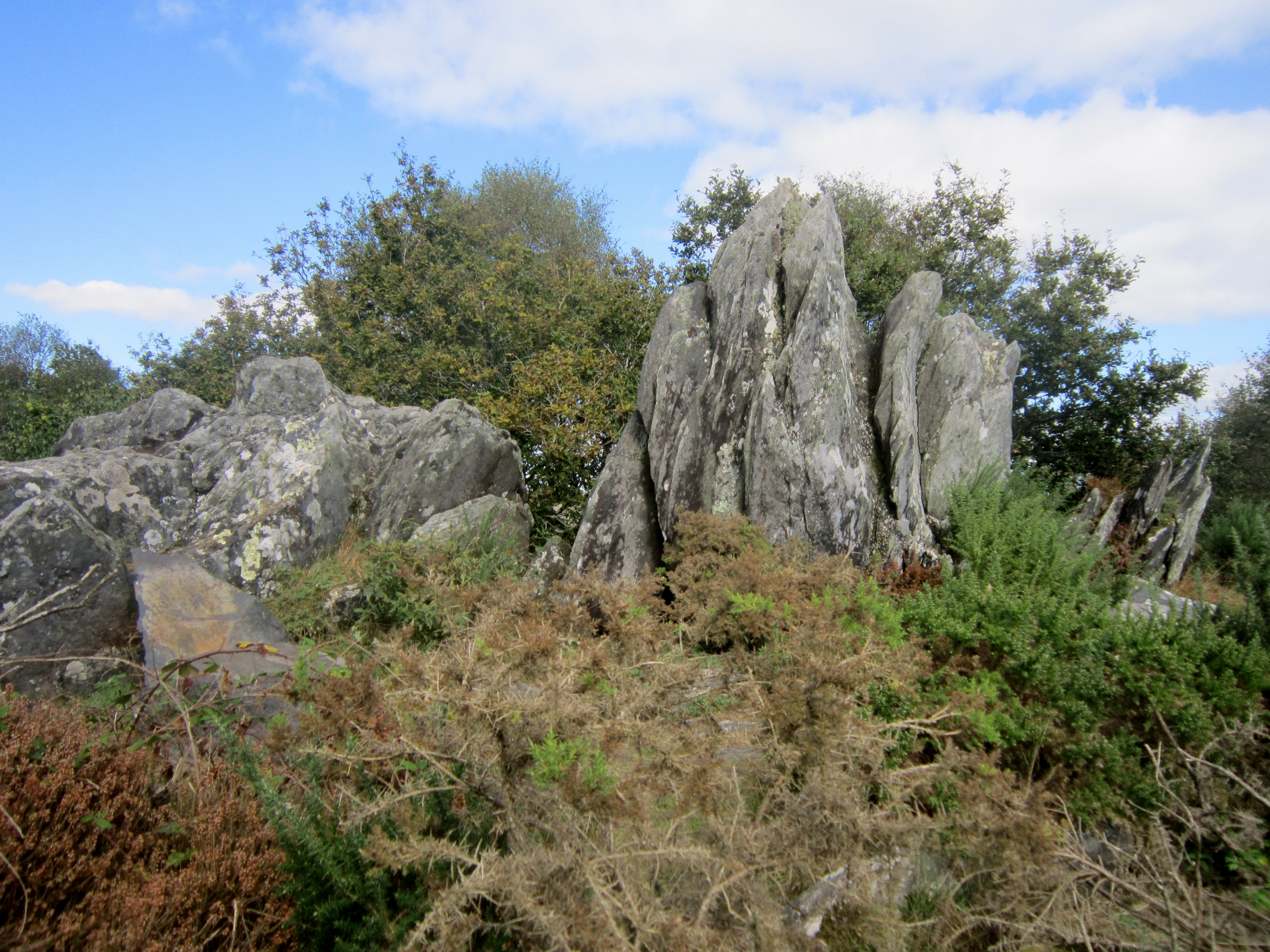
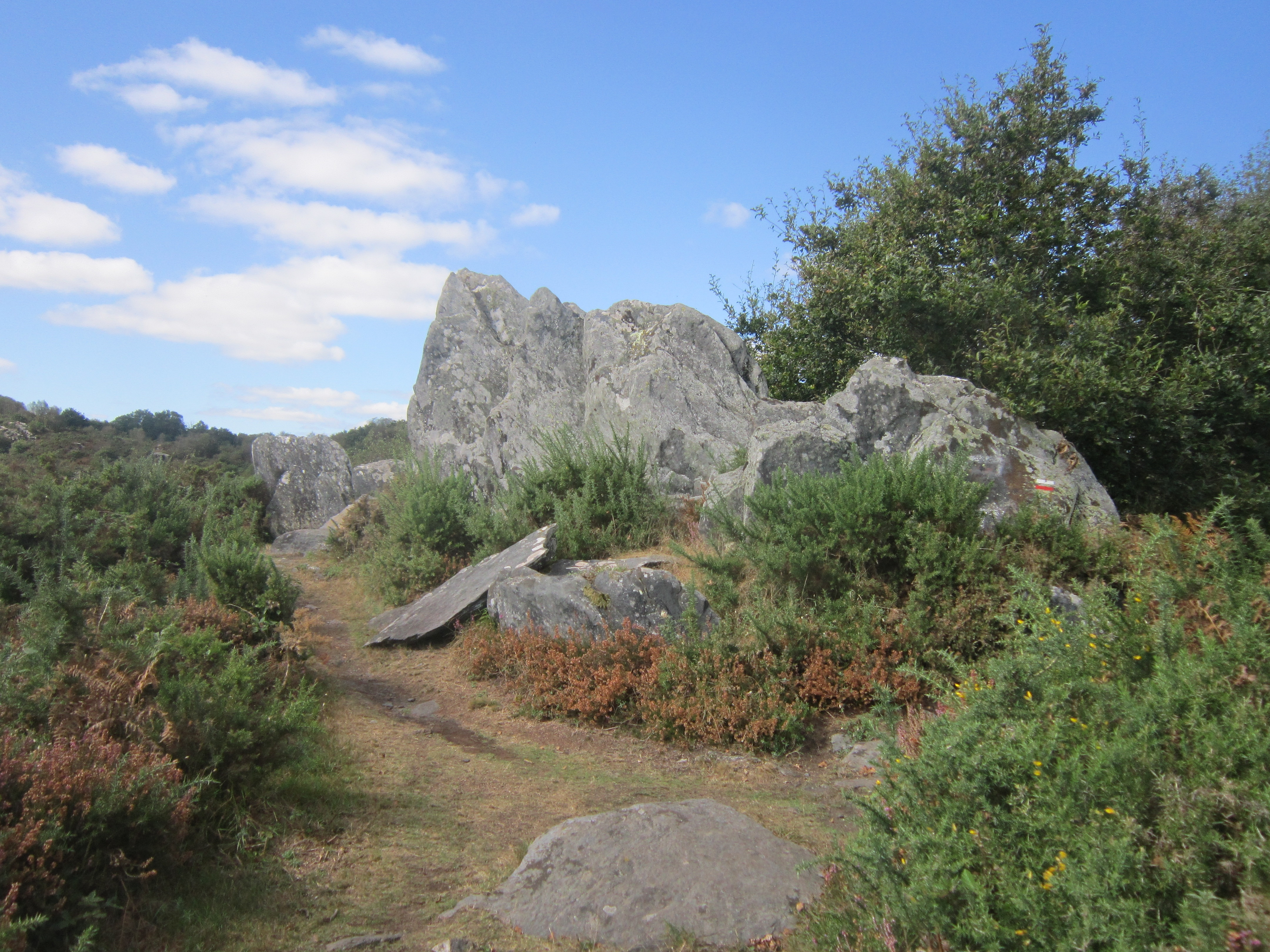

Les Landes de Liscuis contiennent les allées couvertes du Liscuis, trois superbes sépultures mégalithiques considérées par les archéologues comme l’un des plus beaux exemplaires armoricains. Liscuis III est une allée couverte datant du Néolithique ; c'était une sépulture collective abritant plusieurs tombes ; elle était recouverte d'un cairn (un édifice en pierres sèches), dont les limites sont matérialisées au sol.
- Les allées couvertes du Liscuis (video).

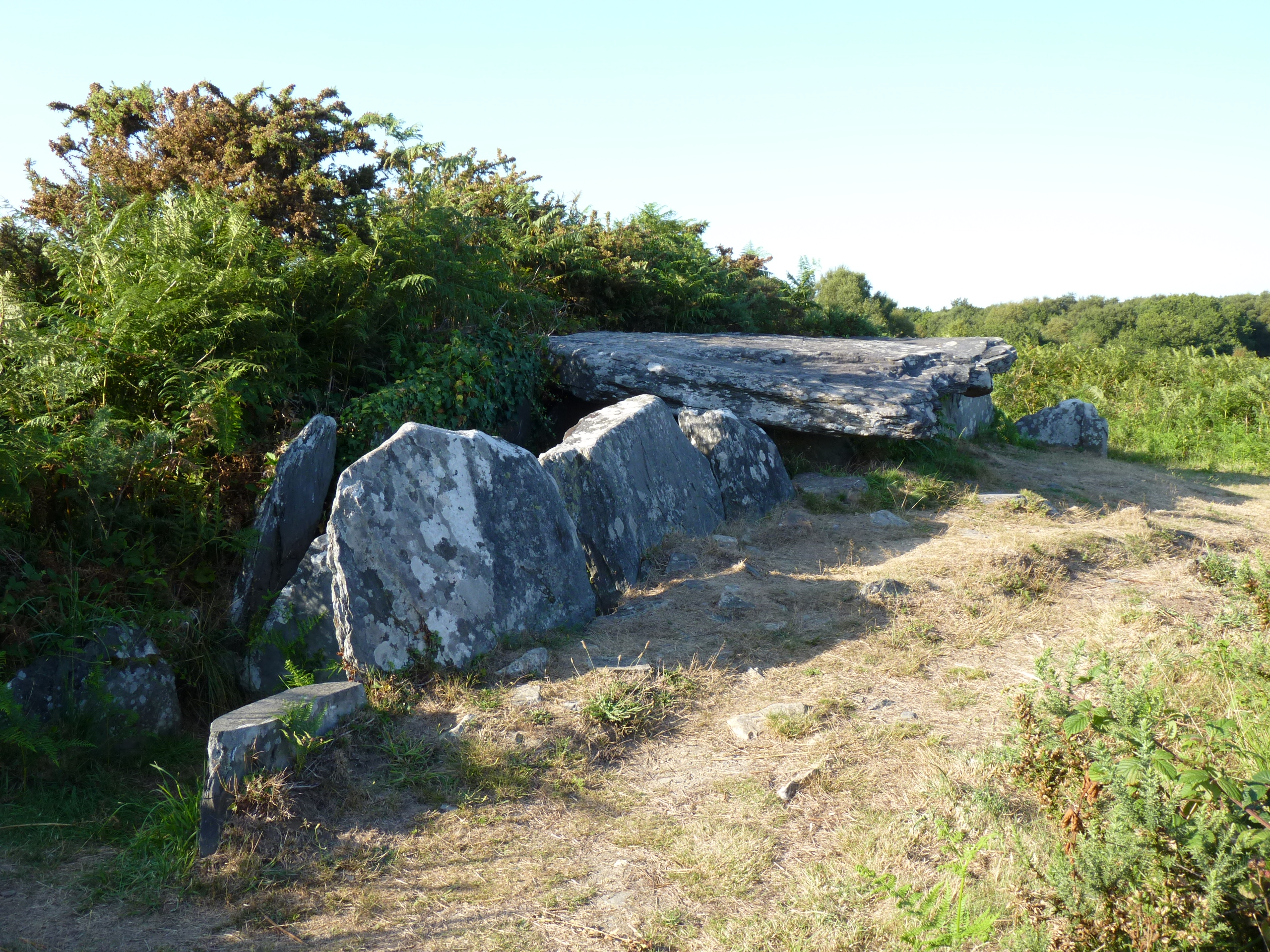
L'allée couverte de Liscuis I.
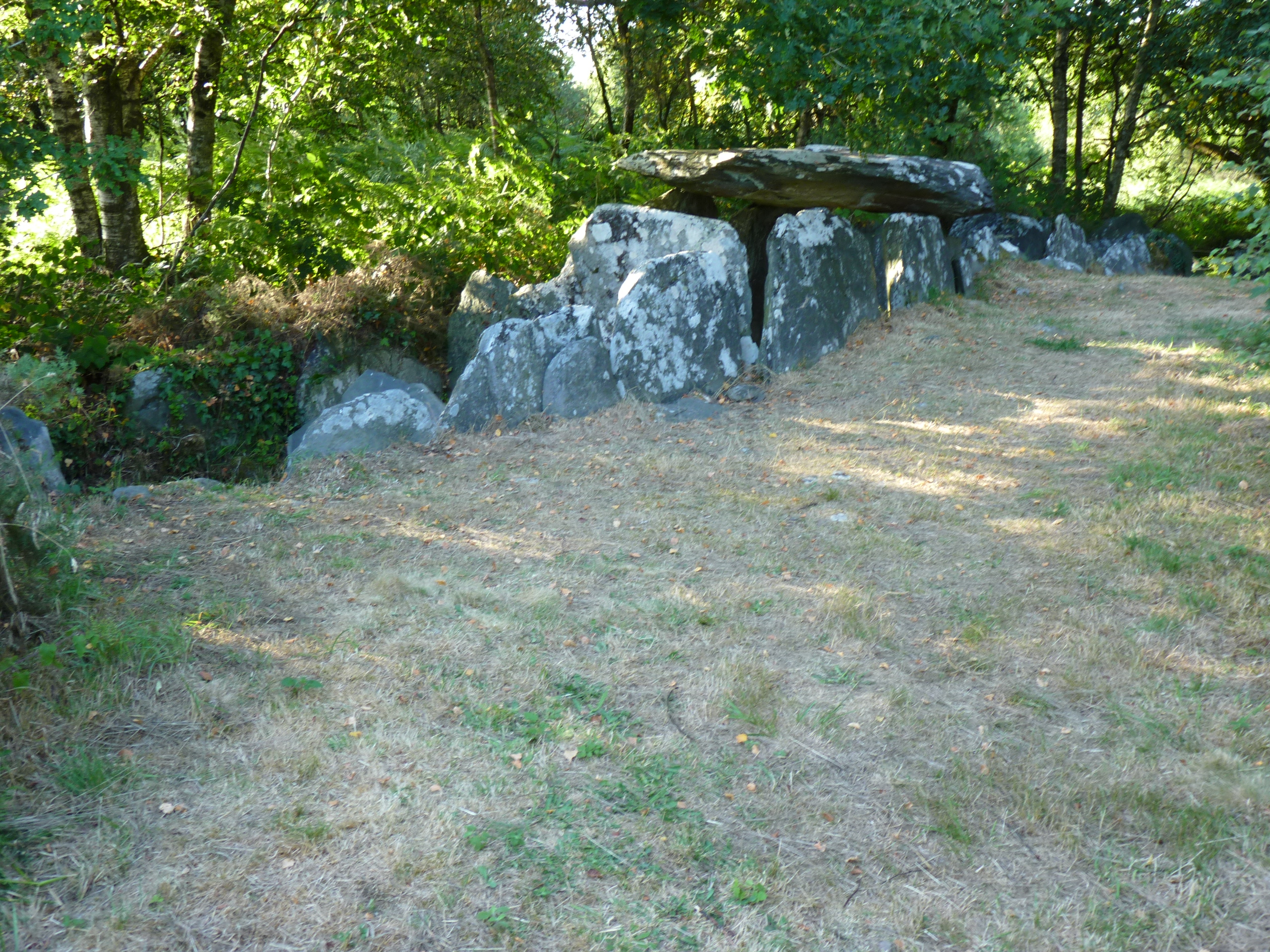
L'allée couverte de Liscuis II.
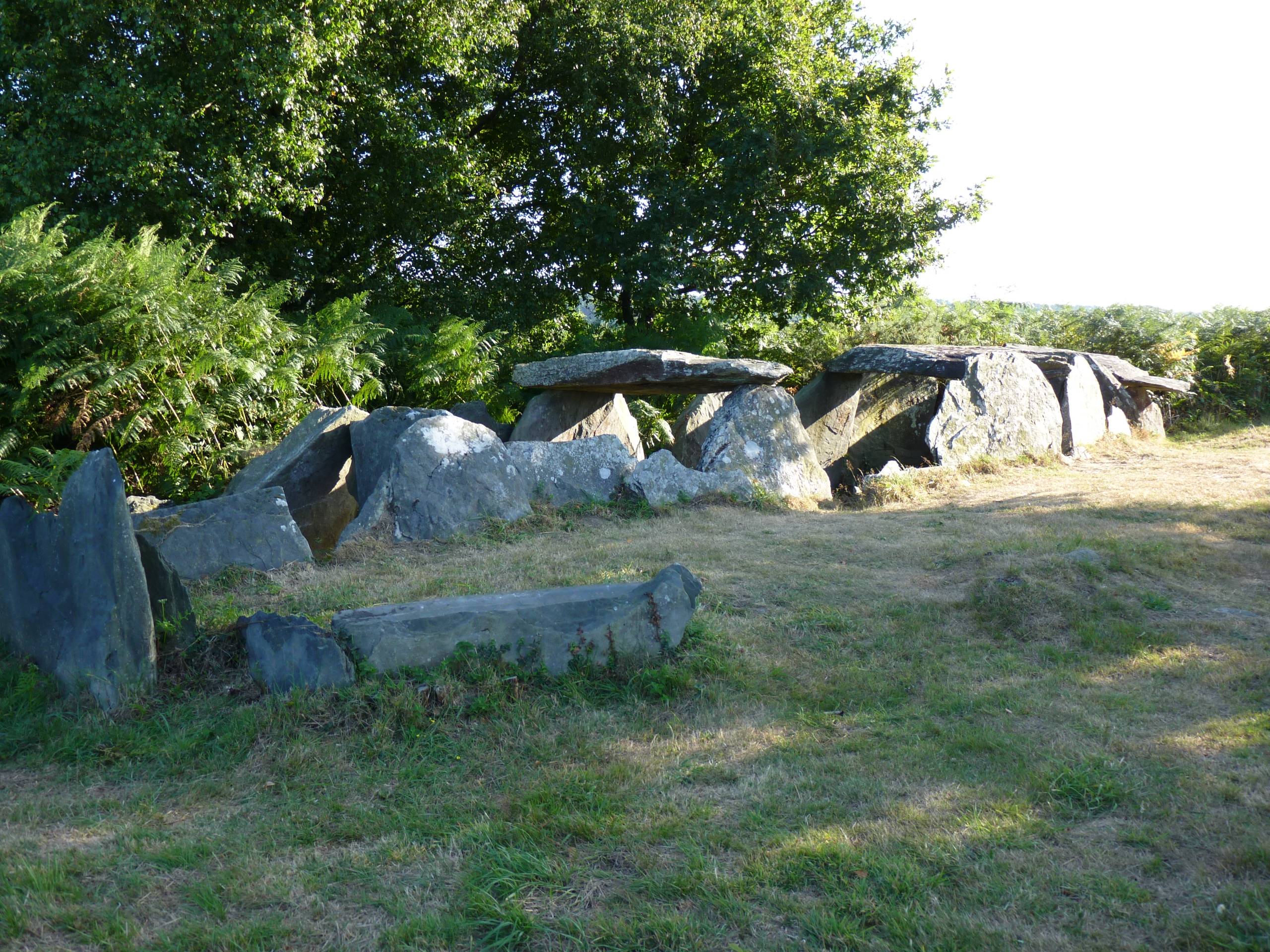
L'allée couverte de Liscuis III.
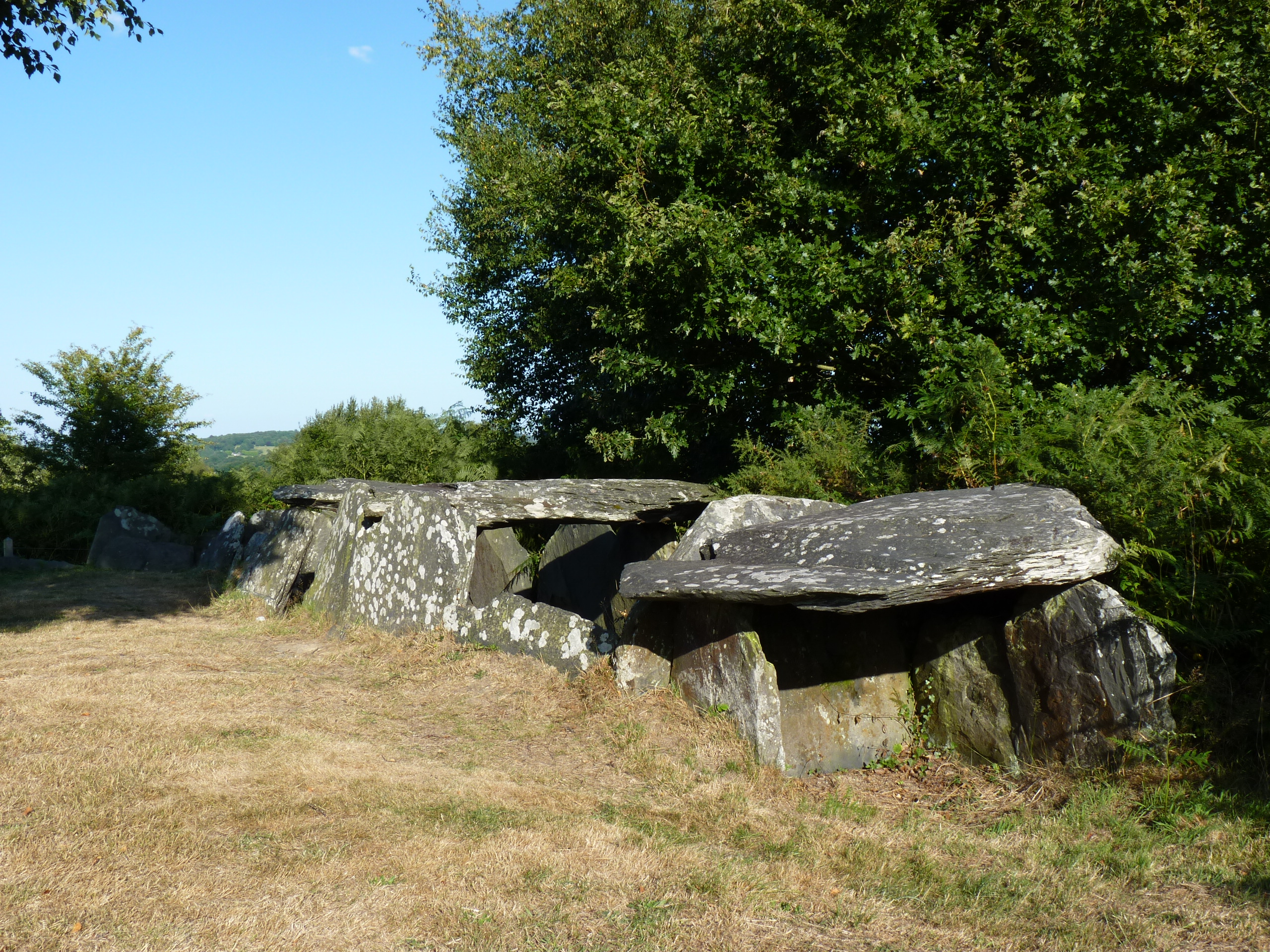
L'allée couverte de Liscuis III.

L'habitat rural était traditionnellement pauvre, formé de petites maisons, notamment celles des carriers qui possédaient une petite habitation et une à deux vaches qui paissaient dans la lande au-dessus. Douze carrières d'ardoises de couverture ont été exploitées sur la butte de Liscuis depuis la fin des années 1700 jusque vers les années 1920. L'exploitation d'une carrière d'ardoise mordorée, plus épaisse (destinée pour les toitures rustiques, les murs de hangars et de loges, des cloisons dans les habitations, des tables, des dallages…), a débuté en 1967 et s'est arrêtée en 2006,.

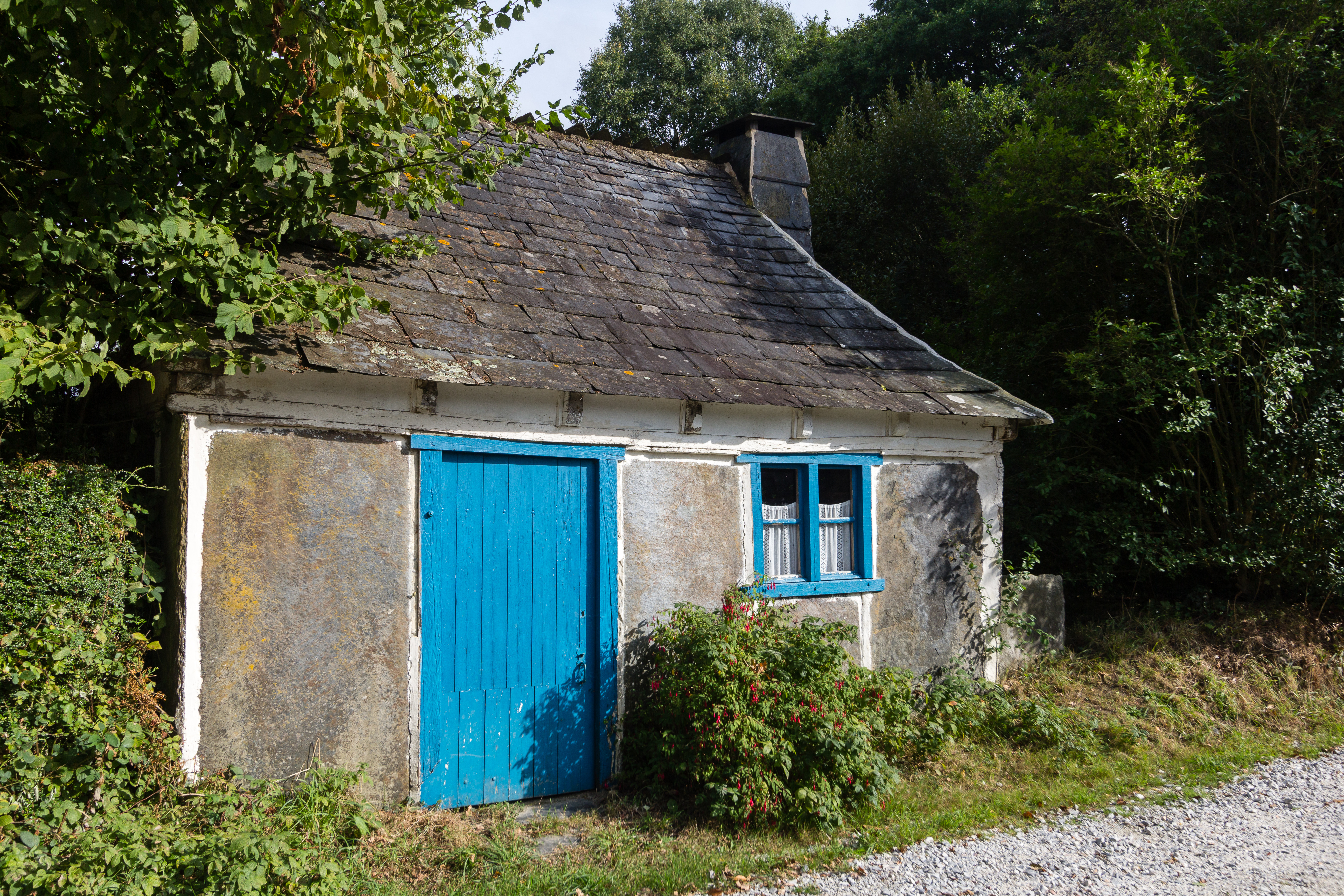
Une petite maison traditionnelle à Loge Michel.
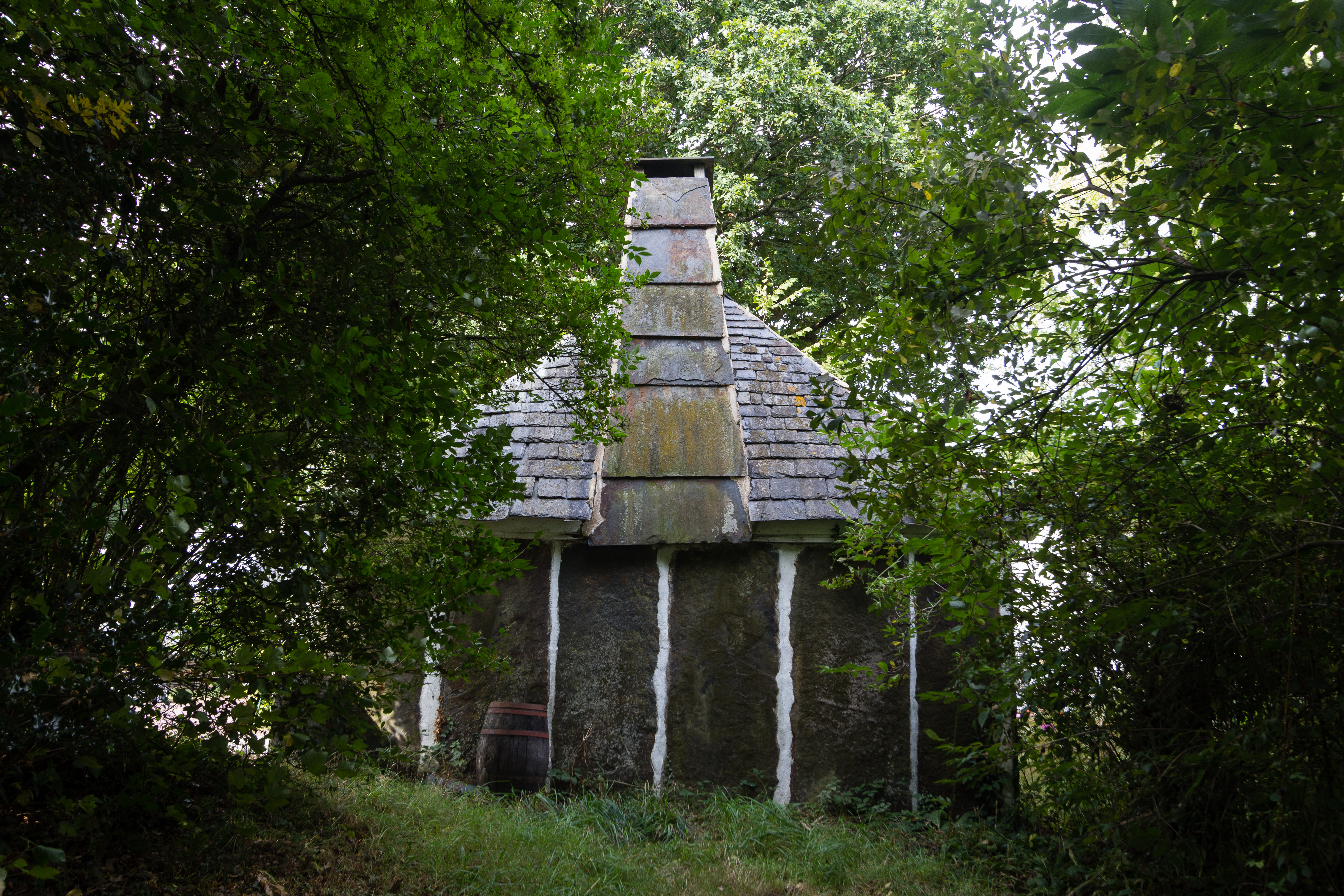
Pignon en « pierres debout » de la maison de la Loge Michel.

## Toponymie
Le nom de Laniscat est formé à partir du vieux-breton lan (ermitage) et du nom vieux breton d'un saint obscur, Iudcat (de iud" seigneur" et  cat" combat), d'après les spécialistes de la toponymie bretonne : Joseph Loth, Bernard Tanguy, et Hervé Abalain. Ce nom vieux-breton a évolué suivant les règles phonétique de la langue bretonne pour former la seconde partie du nom de lieu comme le montrent les formes suivantes relevées dans les archives au cours des siècles :
- Lanuzchat en 1241,
- Lanuithgat en 1246,
- Lanniscat en 1271,
- Laniscat en 1280,
- Lanysgat vers 1330,
- Lannizgat en 1368,
- Lanniscat en 1372,
- Lanizgat en 1405,
- Lanizgat en 1535[10].

## Histoire

### Préhistoire
Les trois allées couvertes de Liscuis remontent au néolithique.

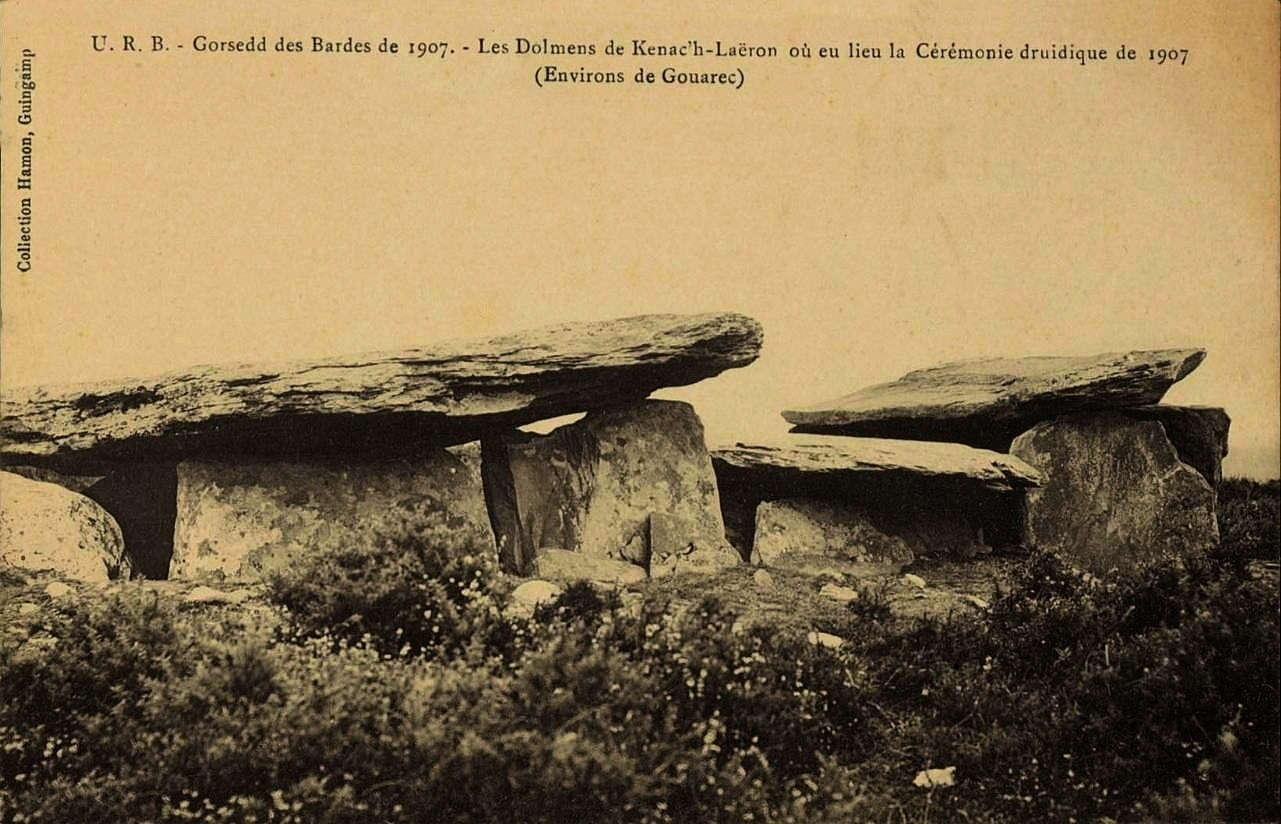
Allée couverte près de Canac'h Léron (l'auteur de la carte postale parle des dolmens de Kenac'h Laëron ; une cérémonie druidique, un Gorsedd, se tint à cet endroit en 1907).

### Antiquité
En 2007, à Laniscat, sur le site de Rosquelfen, un trésor exceptionnel de 545 pièces en électrum (alliage d'or, d'argent et de cuivre), portant toutes des motifs caractéristiques des Osismes et datant de la fin de l'époque gauloise, vers les années 75 / 50 avant J-C, a été mis au jour. Il constitue le plus important dépôt monétaire celtique d'Armoriqueconnu. Cette découverte s'est faite dans le cadre de fouilles archéologiques préliminaires à la construction d'un échangeur sur la nationale 164. Les fondations d'une ferme gauloise ont été dégagées, et c'est dans ces ruines que les monnaies gauloises ont été découvertes.

### Moyen-Âge
La paroisse de Laniscat, qui existerait depuis au moins 1217, est issue du démembrement de l'ancienne paroisse de l'Armorique primitive de Plussulien.
Selon un aveu de 1471 la châtellenie de Corlay , un des trois membres de la vicomté de Rohan comprenait 12 paroisses ou trèves : « Corlé [Corlay]  (résidence seigneuriale), Saint-Martin-des-Prés, Merléac, le Quilio, Saint-Mayeuc, Saint-Gilles-Vieux-Marché, Caurel, Laniscat, Saint-Guelven, Rosquelfen, Saint-Igeau, Plussulien ».

### Temps modernes

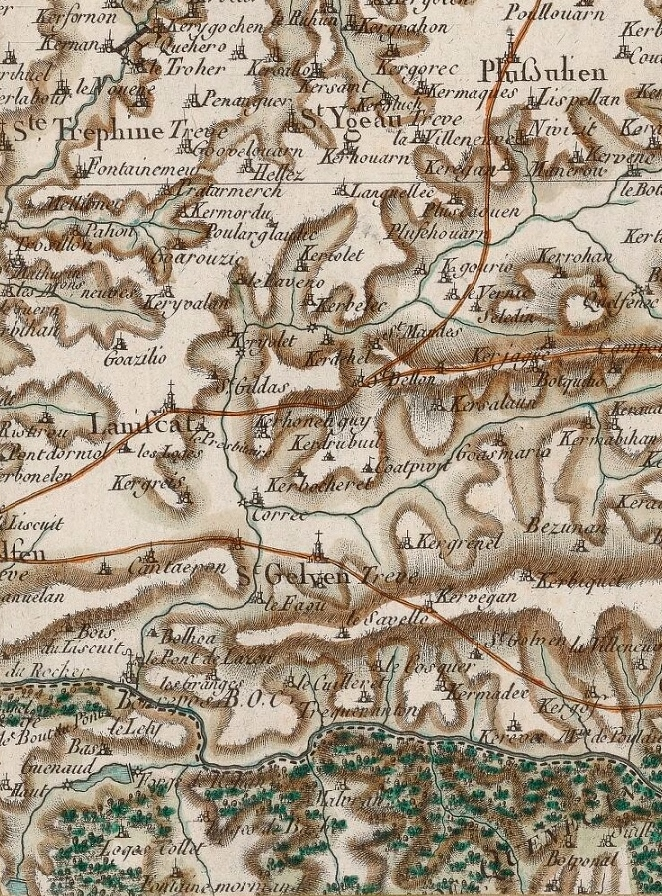
Carte de Cassini de Laniscat, Saint-Gelven et Saint-Igeaux.

« Il y avait tout un groupe de paroisses, entre la chaîne du Mené et les Montagnes Noires, dont les principales étaient Bothoa, Laniscat, Cléguérec (soit 15 000 à 20 000 âmes) qui depuis dix ans ne payaient ni dixièmes ni capitation : c'est contre ces paroisses que marcha [en juillet 1719] le régiment de Champagne ».
Jean-Baptiste Ogée décrit ainsi Laniscat en 1778 :

« Laniscat ; à 16 lieues ¼ à l'Est-Nord-Est de Quimper, son évêché ; à 23 lieues ⅓ de Rennes, et à 2 lieues de Corlay, sa subdélégation. On y compte 3 000 communiants, y compris ceux de Saint-Igeau, Rosquelven et Saint-Gelven, ses trèves. Cette paroisse renferme l'abbaye de Bon-Repos, ordre de Citeaux, les maisons nobles de Liscuit et de Keriolet : la première a une haute justice et appartient à M. de Kerouant ; Correc, haute justice, à M. de Correc. Ce territoire est très étendu. On y voit un grand nombre de montagnes, des terres cultivées, des terres incultes, des prairies, des landes et des mines de fer dont la matière est élaborée aux forges de Rohan, dans la paroisse de Lescouët, où on la transporte. »

### Révolution française
En août 1790 les habitants de Laniscat firent la grève de l'impôt ; l'intendant de Bretagne envoya alors sur place 120 soldats du régiment de Champagne.
Laniscat est chef-lieu d'un canton de 1790 à l'an X.

### LeXIXesiècle
A. Marteville et P. Varin, continuateurs d'Ogée, décrivent ainsi Laniscat en 1843 :

« Laniscat : commune formée de l'ancienne paroisse de ce nom ; aujourd'hui succursale. (...) Principaux villages : Goas-Noat, Fichau, Kervellec, Kerigochen, Nonéna, Kergrohen, Kersainte, Kersalliou, Saint-Igeau, Languellec, Keriolet, Kervellec, Saint-Delon, Kerestano, Kervivalan, Faveno, Restelan, Fontaine-Leur, Pohon, Goasnariou, Kervégan, Kermarec, Tregnanton, Saint-Gelven, Bon-Repos, Kergreis, Canac'hleron, Rosquelfen, Ristirou, Goasillion. Superficie totale 5 460 hectares, dont (...) terres labourables 3 010 ha, prés et pâturages 571 ha, bois 72 ha, vergers et jardins 73 ha, landes et incultes 1 502 ha (...). Moulins : 10 (Trozullon, de Goas-Noat, de Pont-ar-Fulic, Correc, de Liscuis, de Kersault, de Kerbihan ; à eau). Laniscat a conservé ses trèves Saint-Igeau (...), Rosquelfen et Saint-Gelven. (...) Saint-Igeau a un desservant. L'abbaye de Bon-Repos est dans le territoire de Saint-Gelven. Géologie : schiste argileux ; minerai de fer à Rosquelfen ; grès à Bon-Repos et dans tout le sud-est et le sud-ouest de ce village. On parle le breton. »

En 1845 « les sections de Saint-Gelven et Saint-Igeaux, en Laniscat, demandent à en être séparées et érigées en communes (...) Ces sections, qui ont chacune une population d'environ 900 habitants (...) allèguent les mêmes motifs pour cette séparation. Ce sont les difficultés de communication avec le chef-lieu, l'abandon dans lequel on laisse leurs ponts, leurs chemins et l'emploi exclusif de la prestation sur ceux qui sont utiles au bourg de Laniscat ou à ses environs (...). Laniscat, qui a actuellement 3 200 habitants, et qui par ces demandes serait menacée d'être réduite à 1 300, résiste de toutes ses forces et repousse le reproche de partialité (...) ». Le conseil général des Côtes-du-Nord émit un avis défavorable, mais Saint-Gelven et Saint-Igeaux obtinrent satisfaction en 1850, devenant alors des communes indépendantes.
Saint-Gelven annexa en 1851 au détriment de Laniscat les hameaux de Kerdahel, Saint-Delon, Kerboneleguy, Kerselaven, Kerdrebuil et Correct, rattachés à la commune nouvellement créée l'année précédente.
Joachim Gaultier du Mottay écrit en 1862 que Laniscat dispose d'une école de garçons ayant 35 élèves et d'une école de filles ayant 10 élèves ; il indique aussi que le territoire de la commune « forme de grandes ondulations en pente douce formant quelques mamelons ; assez fertile et boisé au nord ; montagneux et presque stérile au midi et au levant ; productif et accidenté à l'ouest ; ⅛ en excellentes prairies ; ¼ en landes susceptibles de cultures ou de plantations. L'église porte la date de 1691 ; sa tour en granite est une construction remarquable et hardie élevée en 1725 ; elle est dédiée à saint Gildas (...). La légende de ce saint breton est peinte en dix tableaux sur le lambris du chœur. Chapelles de Saint-Mathurin, de Saint-Gildas et de Rosquelfen ; cette dernière était une église tréviale et est aujourd'hui desservie régulièrement. Ruines des châteaux de Correc, du Liscuit et de Keriolay (...) ».

### LeXXesiècle

#### La Belle Époque

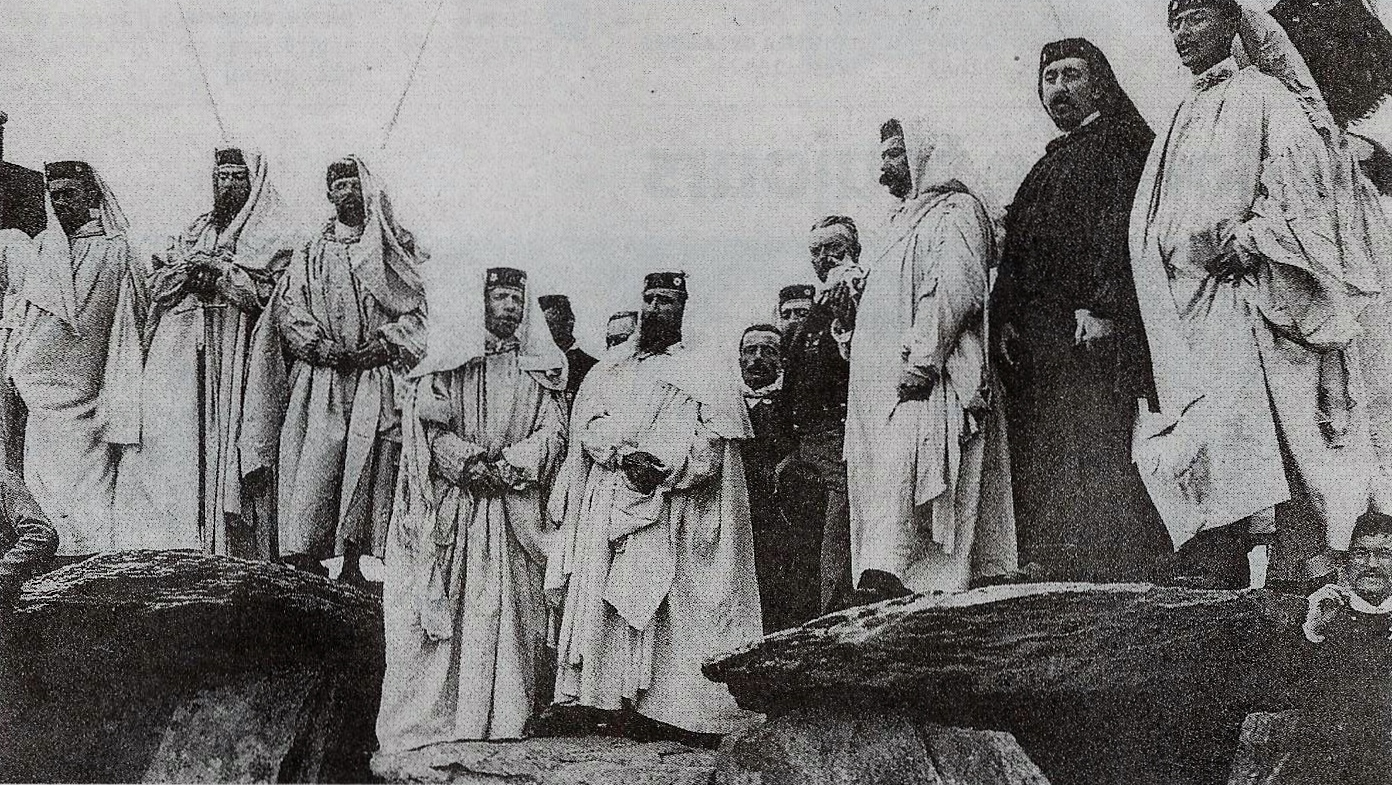
Le Gorsedd des bardes de 1907 sur le dolmen de Canac'h-Laëron à Laniscat.

#### La Première Guerre mondiale

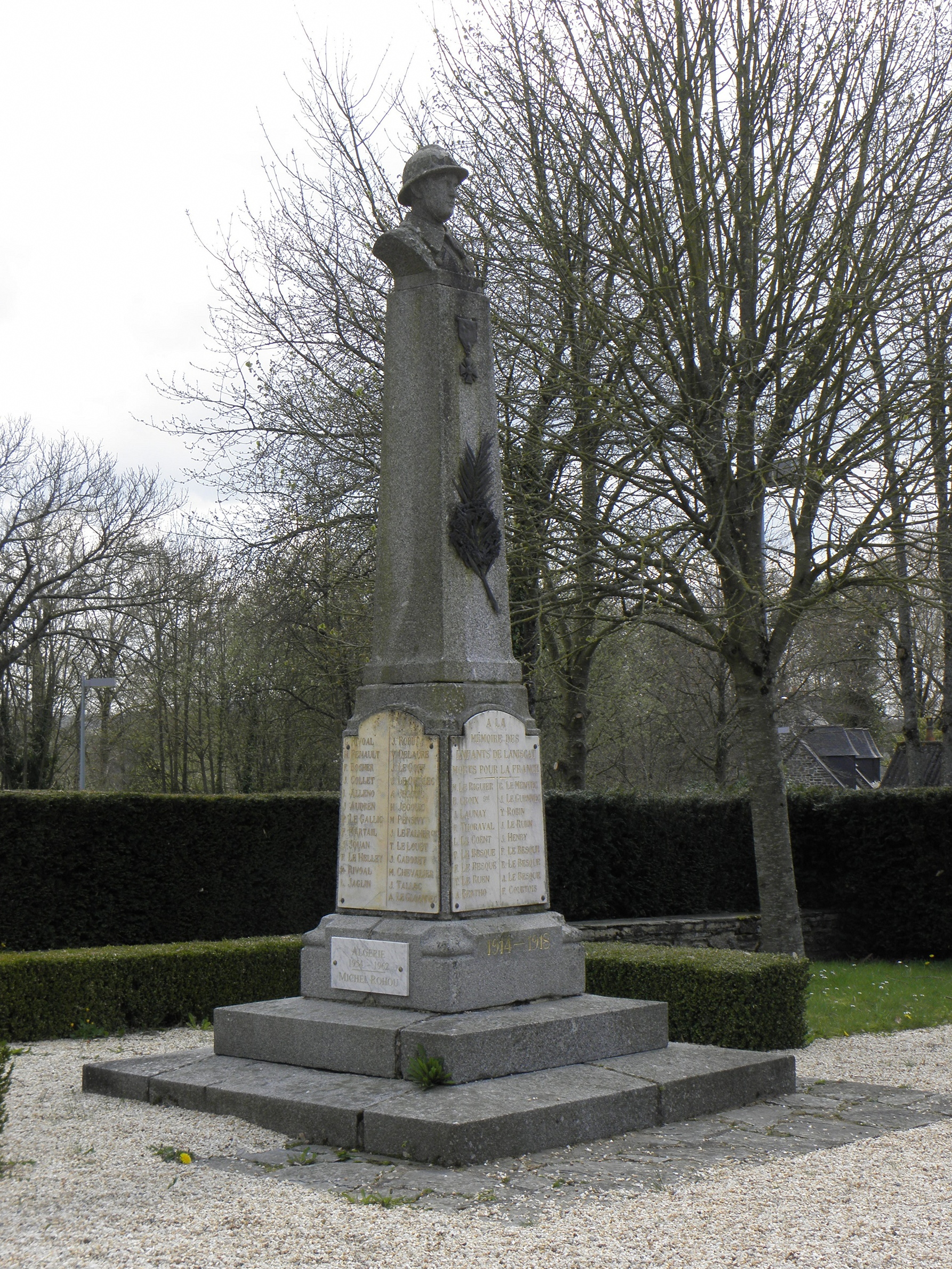
Le monument aux morts de Laniscat.

Le monument aux morts de Laniscat porte les noms de 67 soldats morts pour la Patrie pendant la Première Guerre mondiale ; parmi eux trois (Étienne Le Besque, Pacifique Le Besque et Gildas Le Mentec) sont morts en Belgique dès 1914 ; François Le Hellec, membre de l'armée française d'Orient, est mort en 1917 dans l'actuelle Macédoine du Nord et Isidore Alleno la même année à Thessalonique dans le cadre de l'expédition de Salonique ; Mathurin Le Reste, Mathurin Pensivy, Jean Robin et Jean Chevance sont morts alors qu'ils étaient en captivité en Allemagne ; les autres sont décédés sur le sol français dont trois (Auguste Bertho, François Bocher et Mathurin Chevalier, ce dernier mort en 1919 des suites de ses blessures) ont été décorés à la fois de la Médaille militaire et de la Croix de guerre.

#### La Seconde Guerre mondiale
Le monument aux morts de Laniscat porte les noms de 9 personnes mortes pour la France pendant la Seconde Guerre mondiale ; parmi elles Francis Riou et Joseph Thoraval sont des soldats morts lors de la Bataille de France au printemps 1940 ; Albert Joy, Mathurin Conogan et François Le Gac sont morts en captivité en Allemagne ; Marcel Le Gallic, résistant FFI, membre de la compagnie Valmy, puis ayant participé aux combats de la poche de Lorient, est mort le 27 juillet 1946, donc après l'armistice.

#### L'après Seconde Guerre mondiale
Un soldat originaire de Laniscat (Michel Rohou) est mort pour la France pendant la Guerre d'Algérie.

## Le pardon de saint Gildas
À Laniscat a lieu, depuis un temps immémorial, le pardon de saint Gildas ; on y amène les chiens pour les préserver de la rage en les baignant dans la fontaine du saint.
Le pardon de Saint-Gildas à Laniscat est encore organisé de nos jours le dernier dimanche de janvier de chaque année : un tantad le samedi près de la chapelle Saint-Gildas et une messe suivie d'une procession le dimanche à l'église Saint-Gildas. Un dicton dit (traduit du breton) :
 « Au pardon de Saint-Gildas

 Le rude hiver s'esquive

 Ou se prolonge de cent jours ».

## Politique et administration
| Période                                  | Période    | Identité          | Étiquette | Qualité           |
| ---------------------------------------- | ---------- | ----------------- | --------- | ----------------- |
| 1790                                     |            | Alain Le Magalou  |           |                   |
|                                          |            | Groignot          |           |                   |
|                                          |            | Penault           |           |                   |
|                                          |            | Daniel            |           |                   |
|                                          | 1808       | Toussaint Fraval  |           |                   |
| 1810                                     | 1816       | François Daniel   |           | Notaire impérial. |
| 1816                                     | 1830       | Guillaume Bertho  |           | Cultivateur.      |
| 1830                                     | 1835       | Guillaume Raul    |           | Cultivateur.      |
| 1835                                     | 1847       | Pierre Le Chaux   |           |                   |
| 1849                                     | 1849       | Julien Laurent    |           |                   |
| 1850                                     | 1911       | Guillaume Raul    |           |                   |
| 1911                                     | après 1920 | Théodore Denis    |           | Cultivateur.      |
|                                          |            |                   |           |                   |
| avant 1973                               | ?          | Arsène Le Bacquer | PS        | Agriculteur.      |
| 1995                                     | 2008       | Daniel Kergaravat | PS        |                   |
| mars 2008                                | 2016       | Joël Chevalier    | DVG       | Cadre Retraité.   |
| Les données manquantes sont à compléter. |            |                   |           |                   |

### Jumelages
Saint-Martory (France) depuis 2006.

## Démographie
| 1793  | 1800  | 1806  | 1821  | 1831  | 1836  | 1841  | 1846  | 1851  |
| ----- | ----- | ----- | ----- | ----- | ----- | ----- | ----- | ----- |
| 3 041 | 2 561 | 2 791 | 2 713 | 3 080 | 3 141 | 3 200 | 3 300 | 1 560 |

| 1856  | 1861  | 1866  | 1872  | 1876  | 1881  | 1886  | 1891  | 1896  |
| ----- | ----- | ----- | ----- | ----- | ----- | ----- | ----- | ----- |
| 1 512 | 1 533 | 1 502 | 1 387 | 1 543 | 1 535 | 1 565 | 1 587 | 1 710 |

| 1901  | 1906  | 1911  | 1921  | 1926  | 1931  | 1936  | 1946  | 1954 |
| ----- | ----- | ----- | ----- | ----- | ----- | ----- | ----- | ---- |
| 1 674 | 1 601 | 1 651 | 1 424 | 1 380 | 1 261 | 1 265 | 1 098 | 976  |

| 1962 | 1968 | 1975 | 1982 | 1990 | 1999 | 2004 | 2009 | 2014 |
| ---- | ---- | ---- | ---- | ---- | ---- | ---- | ---- | ---- |
| 936  | 854  | 851  | 891  | 876  | 830  | 821  | 815  | 776  |

## Lieux et monuments
- Allées couvertes de Liscuis : ensemble mégalithique de trois allées couvertes,  Classé MH (1958)[29].
- Église Saint-Gildas,  Inscrit MH (1925),  Classé MH (1921)[30]. L'église date de 1691 et sa tour de 1725[31]. Parmi les statues qu'elle contient se trouve notamment un Ecce Homo[32].

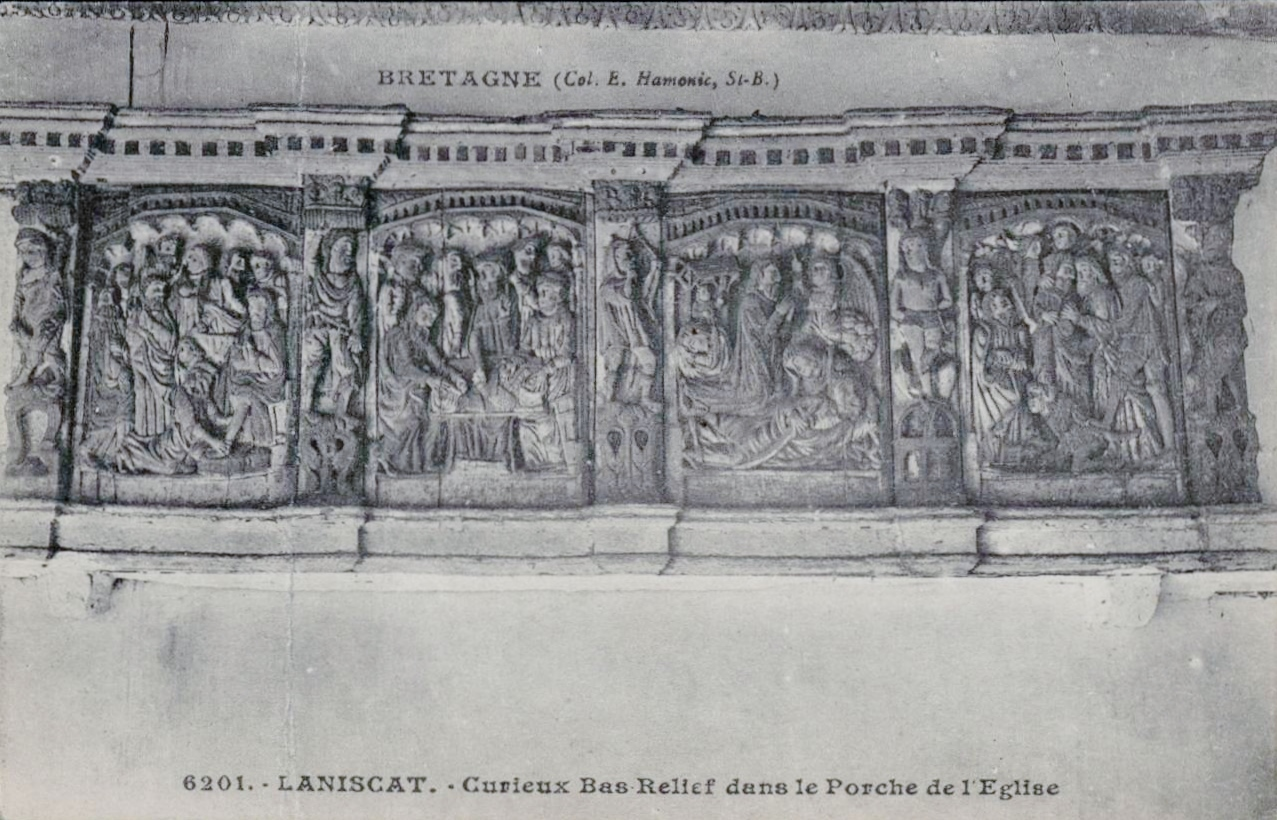
Bas-relief dans le porche de l'église paroissiale de Laniscat (carte postale Émile Hamonic, vers 1925).
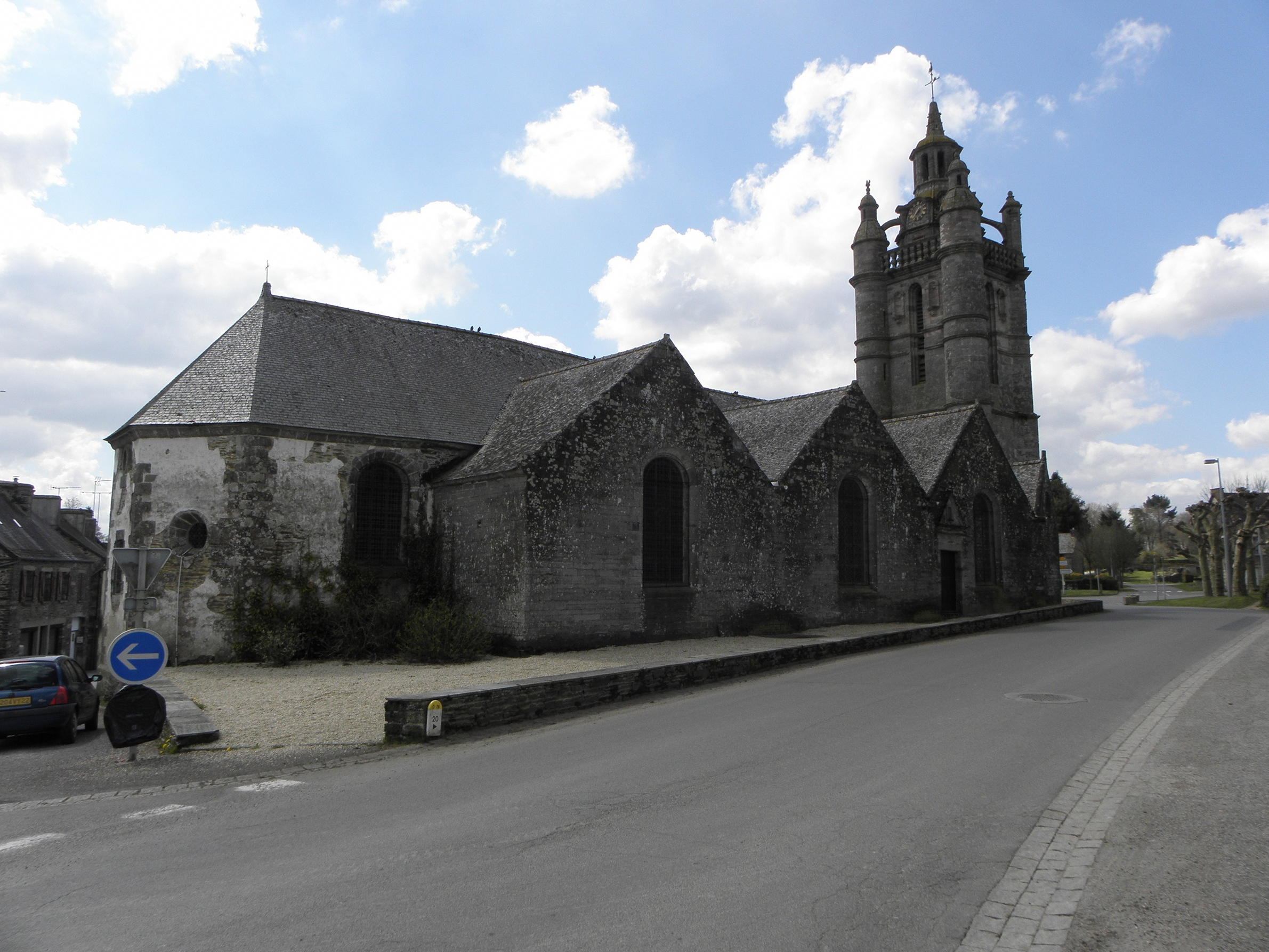
Église Saint-Gildas : vue septentrionale.
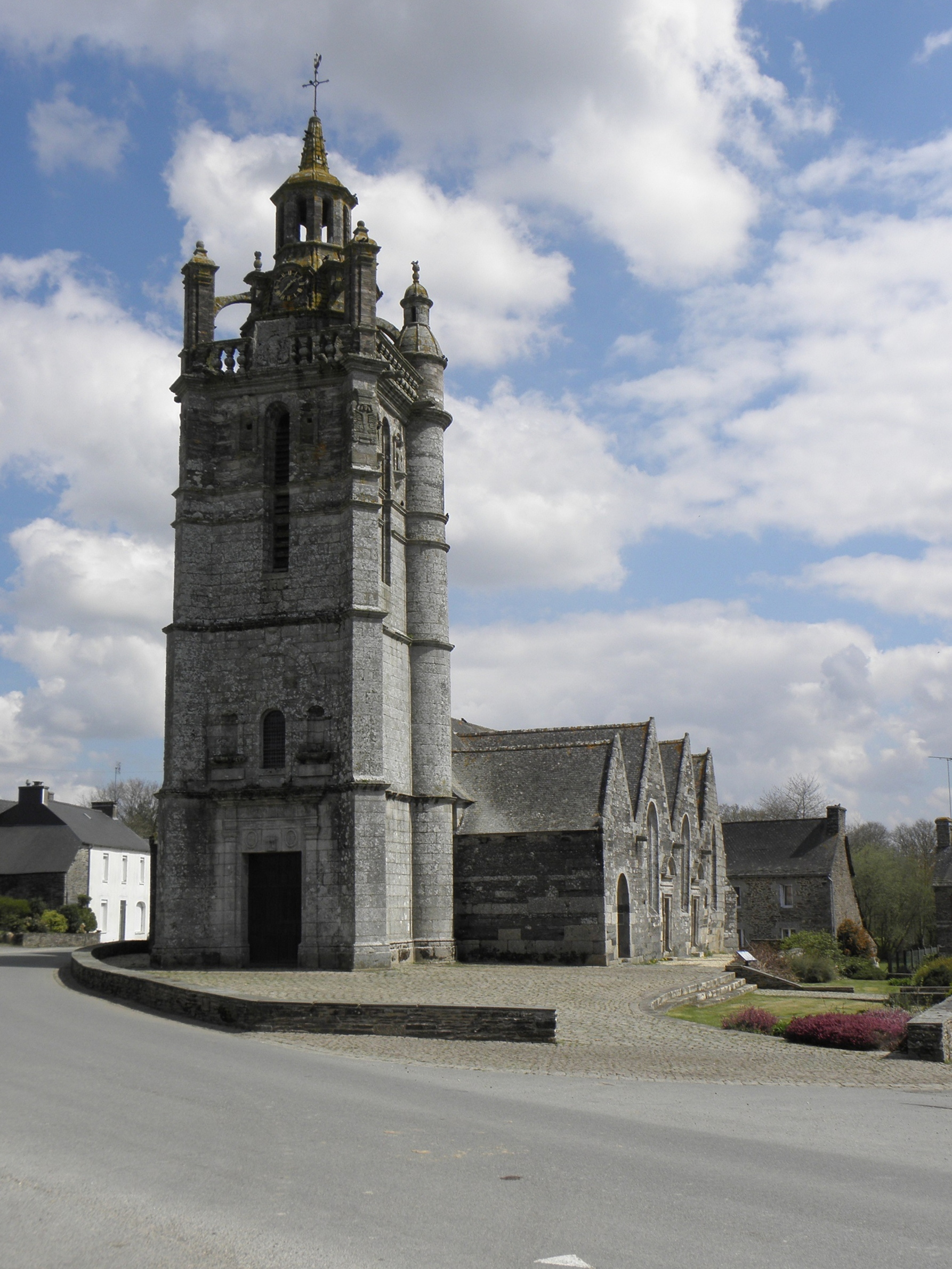
Église Saint-Gildas : clocher et flanc sud.
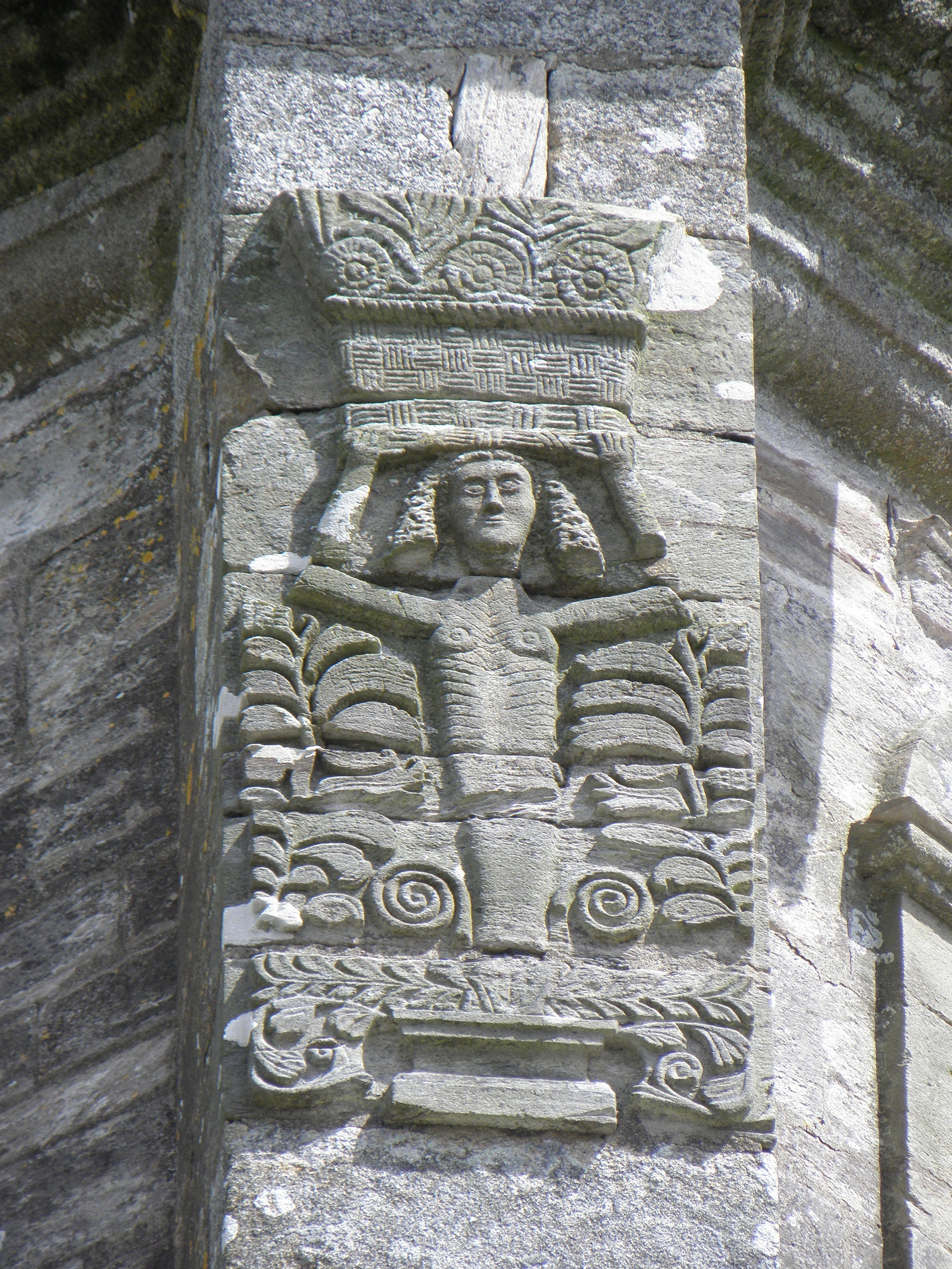
Église Saint-Gildas : détail sculpté du clocher.
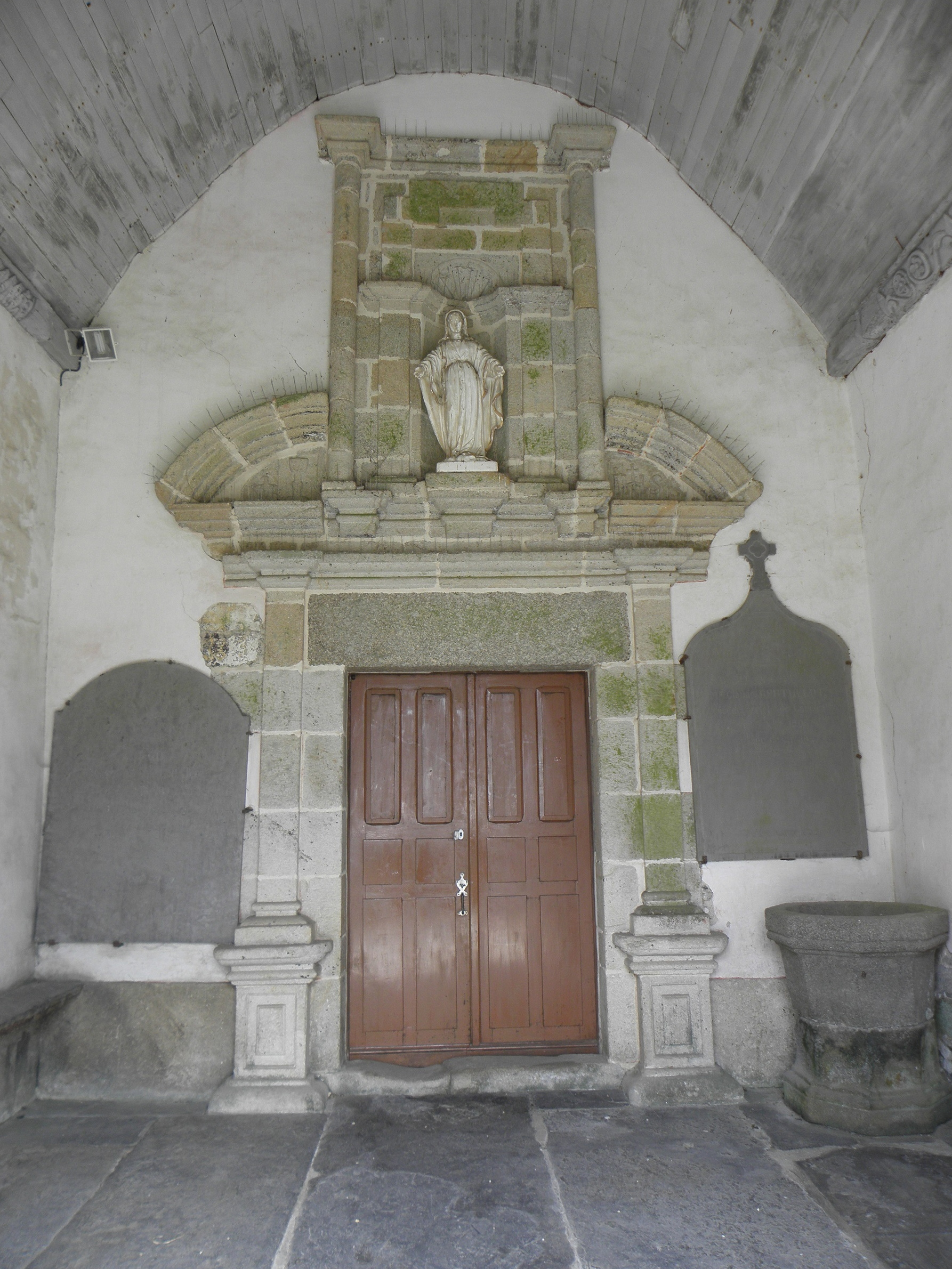
Église Saint-Gildas : intérieur du porche méridional.

- Chapelle Saint-Gildas et son menhir : la chapelle date du XVIIIe siècle ; située sur un monticule haut de 189 mètres, sur lequel aurait vécu un temps saint Gildas, un pardon y est toujours célébré le dernier dimanche de janvier. Le rocher situé à proximité (un menhir en quartzite d'une hauteur de 1,95 m, d'une largeur de 1,95 m pour une épaisseur de 0,65 m[33]) aurait, selon la légende, servi à saint Gildas de chaire à prêcher. Mais la réalité historique de ce fait est douteuse. Une fontaine de dévotion, datant du XVIIIe siècle, dénommée « fontaine Saint-Gildas », mais aussi « fontaine du chien » ou « fontaine du chat », se trouve en contrebas de la chapelle. Cette fontaine à trois bassins était surtout fréquentée pour les bienfaits attribués à saint Gildas, guérisseur de la rage[34].

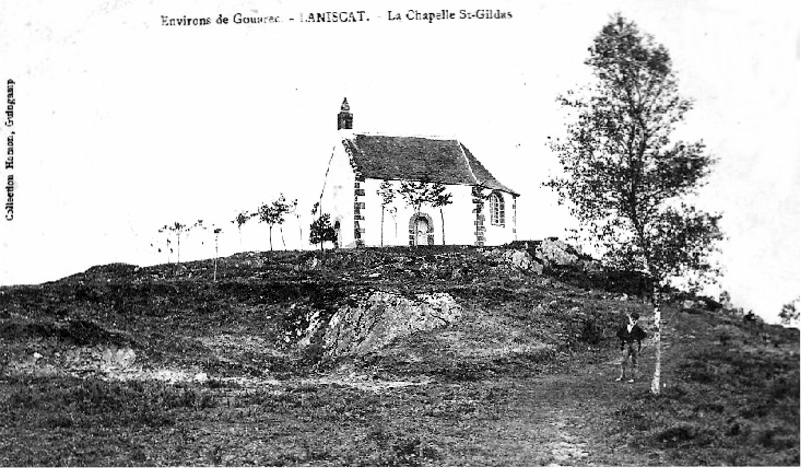
Laniscat : la chapelle Saint-Gildas (carte postale, vers 1920).
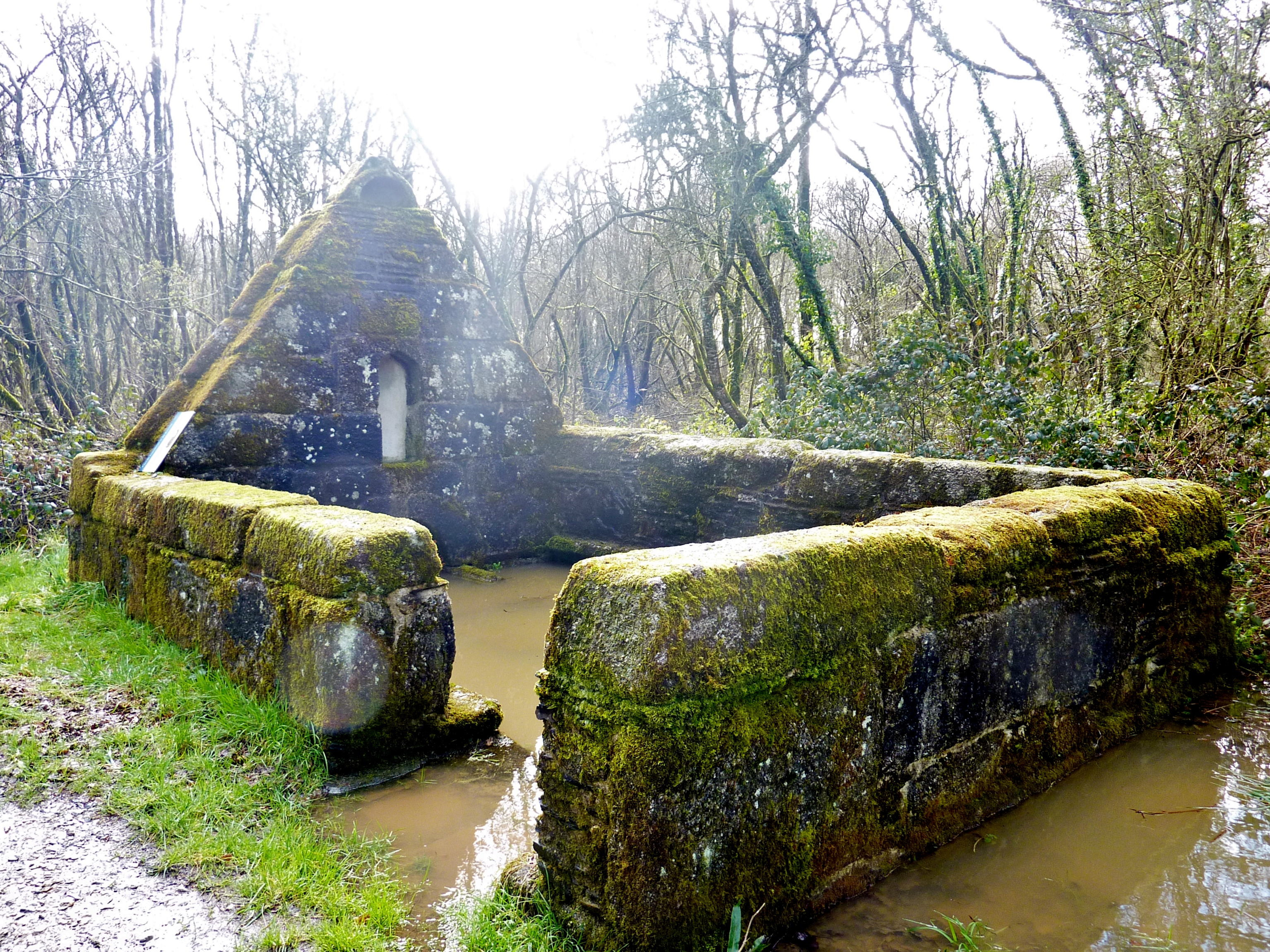
Laniscat : la fontaine Saint-Gildas.

- Trésor gaulois de Laniscat du site archéologique de Rosquelfen, le plus important trésor monétaire découvert en Armorique.
- Chapelle Notre-Dame de Rosquelfen : ancienne église tréviale qui date des XVe et XVIe siècles (nef, jubé, sablières, statues, dont une de Notre-Dame-du-Bon-Secours), mais en partie reconstruite en 1828 (sacristie)[35].
- Calvaire de la chapelle de Rosquelfen, inscrit au titre des monuments historiques par arrêté du 23 juin 2014[36],[37],[38].

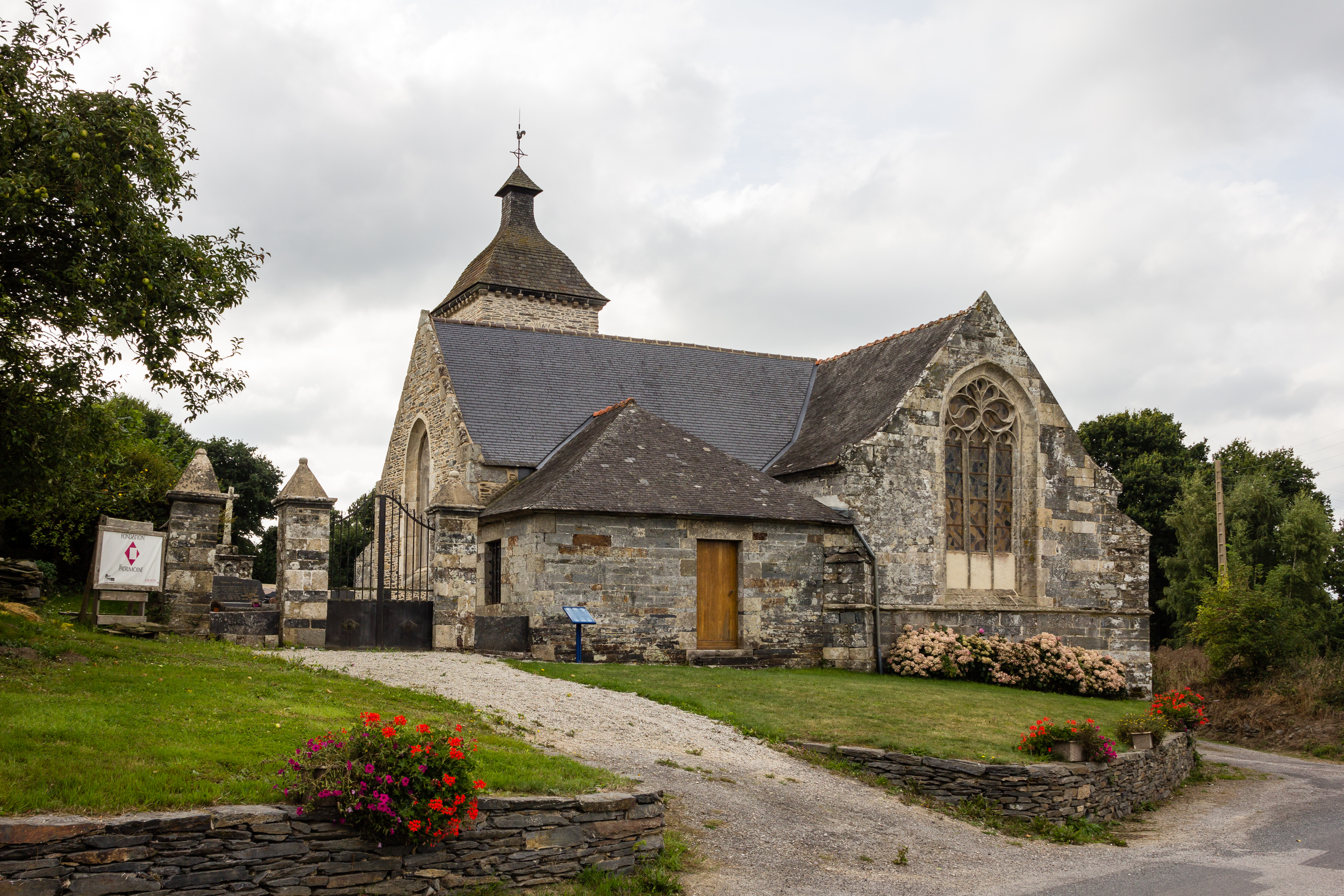
Chapelle de Rosquelfen : vue extérieure d'ensemble.
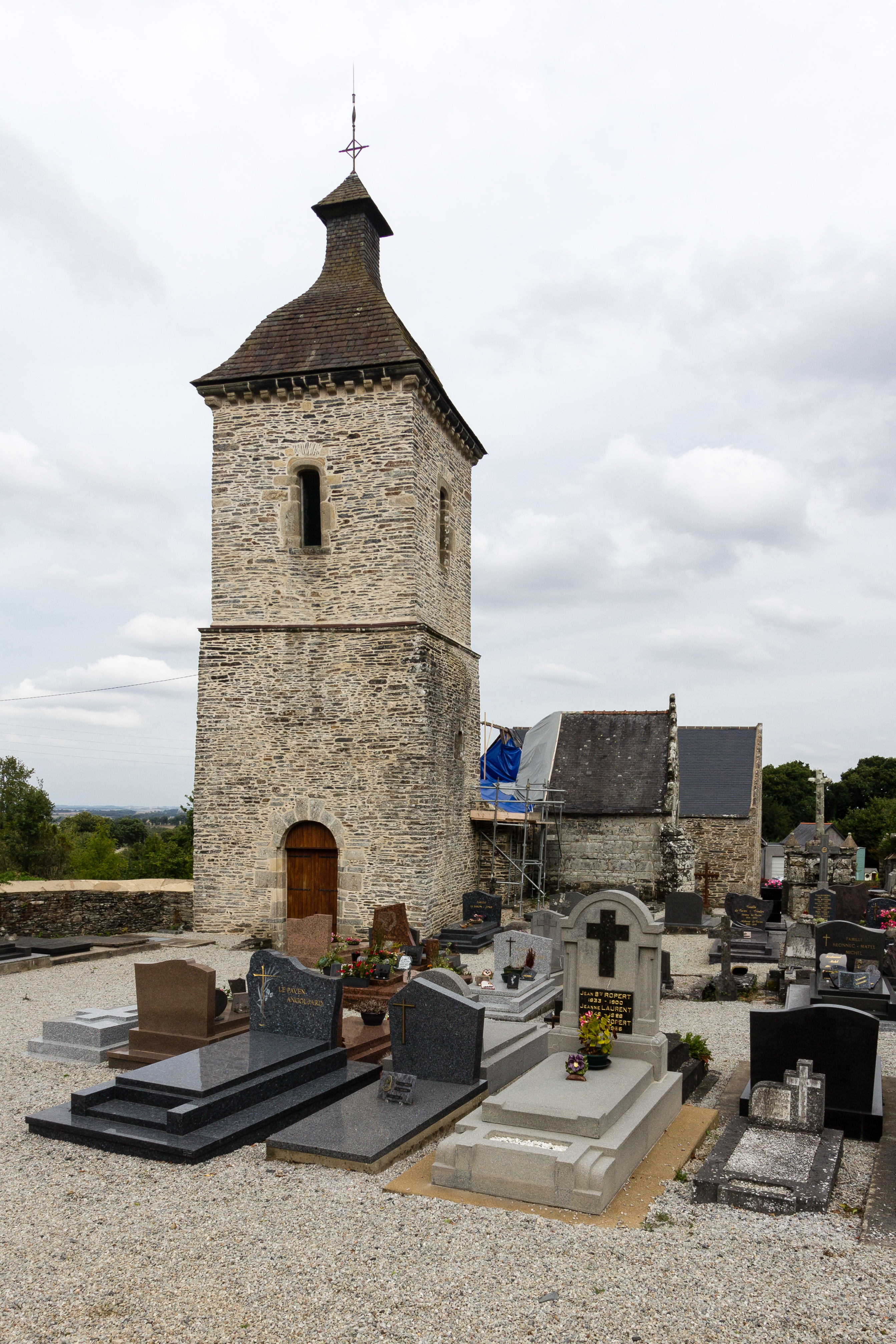
Chapelle de Rosquelfen : clocher et cimetière.
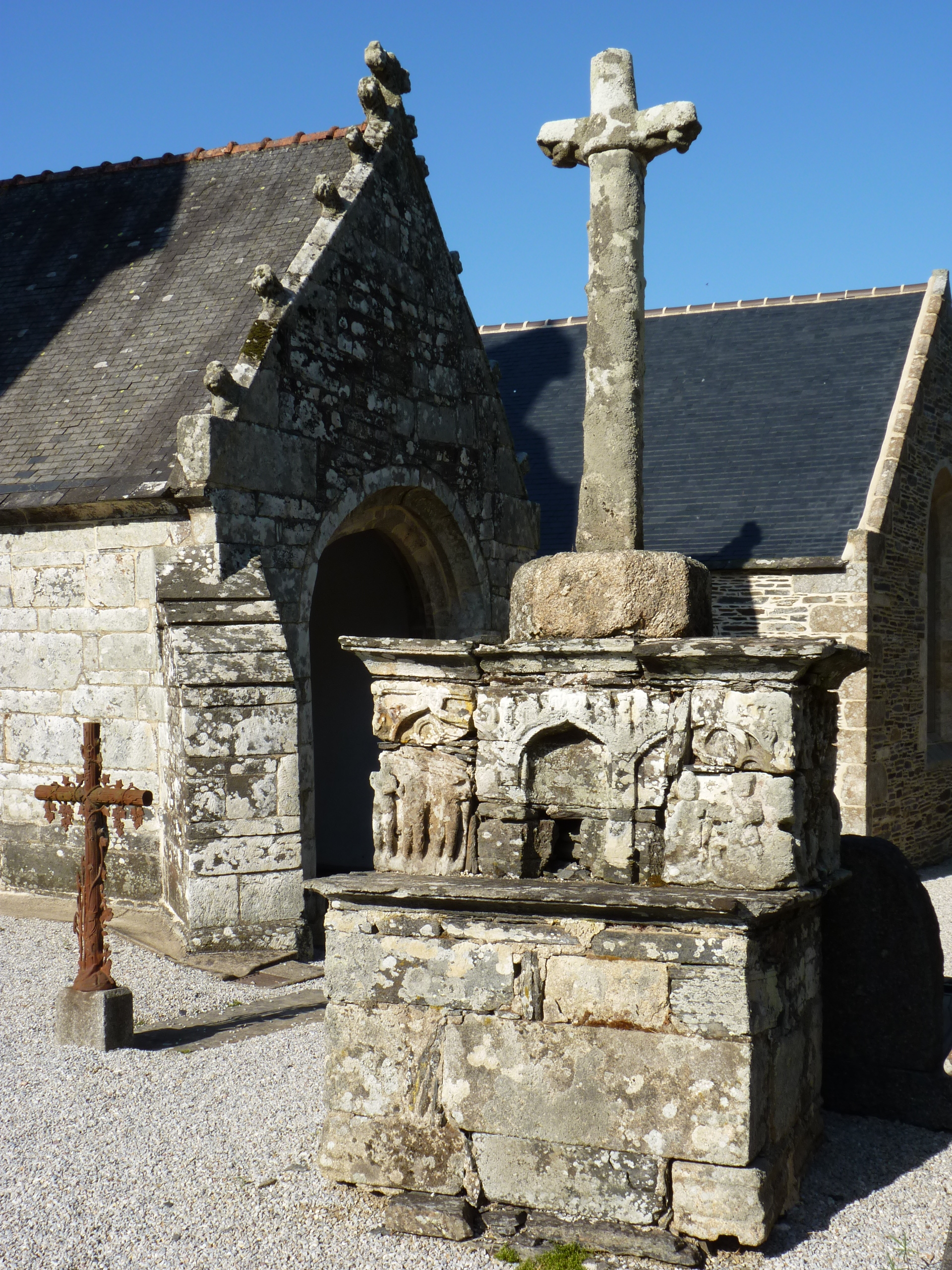
Calvaire de la chapelle de Rosquelfen.

- Chapelle Saint-Mathurin de Trozulon ; ruinée[39], elle fait l'objet de campagnes de restauration depuis 2020 par des étudiants du réseau Concordia[40].
- Chemin de fer de Bon-Repos, chemin de fer touristique.